# Liste der Biografien/Blu
Liste der Biografien |
Portal Biografien |
Personensuche
# |
A |
B |
C |
D |
E |
F |
G |
H |
I |
J |
K |
L |
M |
N |
O |
P |
Q |
R |
S |
T |
U |
V |
W |
X |
Y |
Z |
?
 
Ba |
Be |
Bd |
Bg |
Bh |
Bi |
Bj |
Bl |
Bm |
Bn |
Bo |
Br |
Bs |
Bu |
Bw |
By |
Bz
 
Bla |
Ble |
Bli |
Blj |
Blk |
Bll |
Blo |
Bls |
Blu |
Bly
Die Liste der Biografien führt alle Personen auf, die in der deutschsprachigen Wikipedia einen Artikel haben. Dieses ist eine Teilliste mit 873 Einträgen von Personen, deren Namen mit den Buchstaben „Blu“ beginnt.

## Blu
- Blu (* 1983), US-amerikanischer MC
- Blu, italienischer Graffiti-, Street-Art- und Videokünstler
- Blu, David (* 1980), US-amerikanisch-israelischer Basketballspieler
- Blu, Susan (* 1948), US-amerikanische Synchronsprecherin, Synchronregisseurin und Filmschauspielerin

### Blub
- Blubacher, Thomas (* 1967), deutscher Regisseur und Autor
- Blubaugh, Douglas (1934–2011), US-amerikanischer Ringer und Trainer
- Blübaum, Dirk (* 1961), deutscher Kunsthistoriker
- Blübaum, Heinrich (* 1882), deutscher Schlossermeister und Mitglied des Landtags Lippe
- Blübaum, Matthias (* 1997), deutscher Schachspieler

### Bluc
- Blucas, Marc (* 1972), US-amerikanischer Schauspieler und FilmproduzentMarc Blucas (* 1972)

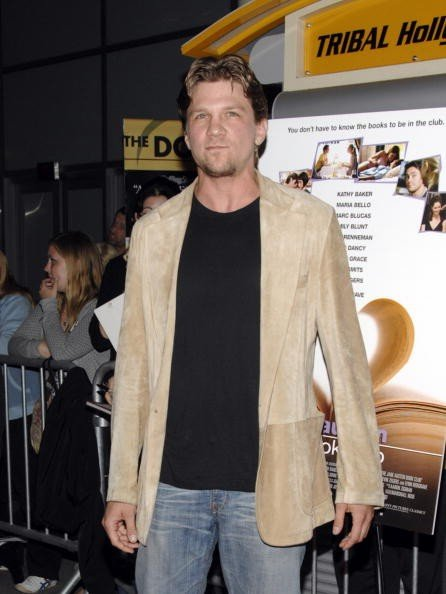
Marc Blucas (* 1972)

- Blucha, Vladimír (1931–2020), tschechischer Historiker und Geograph
- Blüchel, Florian (* 1984), deutscher Ringer
- Blüchel, Harald (* 1963), deutscher Musikproduzent
- Blüchel, Kurt G. (* 1934), deutscher Journalist und Sachbuchautor
- Blücher von Wahlstatt, Franz (1778–1829), preußischer Generalmajor
- Blücher von Wahlstatt, Gebhard (1799–1875), preußischer Großgrundbesitzer
- Blücher von Wahlstatt, Gebhard Leberecht (1836–1916), preußischer Standesherr und Mitglied des preußischen Herrenhauses
- Blücher, Borusso von (* 1944), deutscher Diplomat
- Blücher, Ernst von (1793–1863), deutscher Verwaltungsjurist, Offizier und Gutsbesitzer
- Blücher, Franz (1896–1959), deutscher Politiker (FDP, FVP, DP), MdL, MdB und Bundesminister
- Blücher, Gebhard Leberecht von (1742–1819), preußischer GeneralfeldmarschallGebhard Leberecht von Blücher (1742–1819)

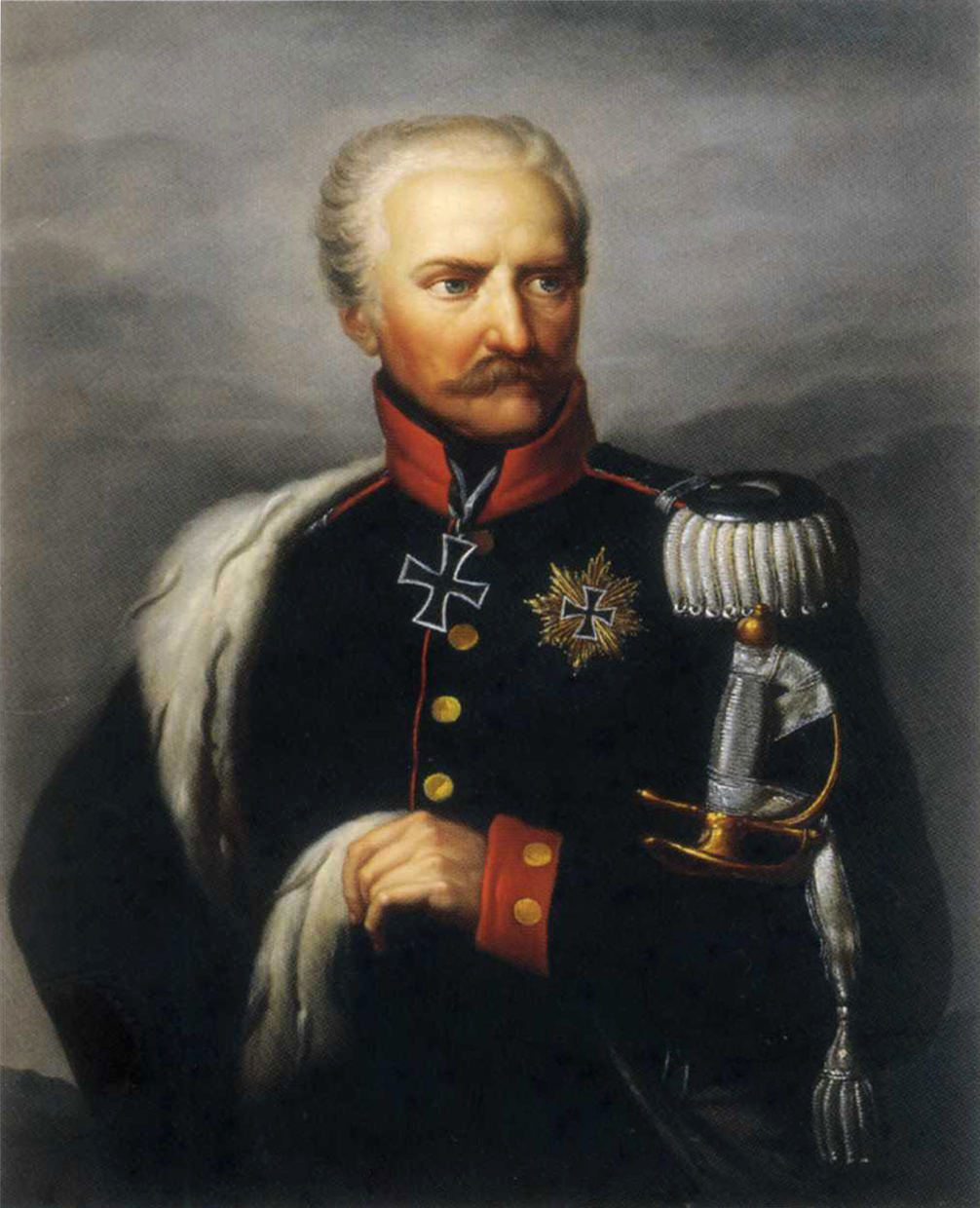
Gebhard Leberecht von Blücher (1742–1819)

- Blücher, Gebhard von (1865–1931), deutscher Aristokrat
- Blücher, Heinrich (1899–1970), deutsch-amerikanischer Philosoph, kosmopolitischer Intellektueller und Hochschullehrer
- Blücher, Helmuth von (1805–1862), deutscher Chemiker und Pharmazeut
- Blücher, Joachim von (1888–1980), deutscher Offizier und Politiker (NSDAP), MdR, MdL und SA-Führer
- Blücher, Johann-Albrecht von (1892–1972), deutscher Generalmajor der Wehrmacht
- Blücher, Ulrich von († 1284), Bischof von Ratzeburg und Prämonstratenser
- Blücher, Ulrich von (1816–1903), preußischer Generalmajor
- Blücher, Wassili Konstantinowitsch (1889–1938), General der Roten Armee und Marschall der Sowjetunion
- Blücher, Wipert von (1883–1963), deutscher Diplomat
- Blücher-Altona, Conrad Daniel von (1764–1845), Oberpräsident von Altona
- Blüchert, Walter (1920–2007), deutscher Verleger und Finanzmakler
- Bluck, Nigel, neuseeländischer Kameramann

### Blud
- Bludau, Augustinus (1862–1930), deutscher Theologe und römisch-katholischer Bischof von Ermland
- Bludau, Barbara (* 1946), deutsche Juristin und Wissenschaftsmanagerin
- Bludau, Bruno (1890–1945), deutscher römisch-katholischer Geistlicher und Märtyrer
- Bludau, Friedrich (1856–1931), deutscher Architekt, Kunstschreiner und Möbeldesigner
- Bludau, Friedrich (1887–1959), deutscher Architekt, Kunstschreiner und Möbeldesigner
- Bludau, Jochen (1941–2023), deutscher Schauspieler, Bühnenautor und Filmproduzent
- Blüder, Holger (* 1969), deutscher Pianist, Kabarettist, Dirigent, Chorleiter und Musikpädagoge
- Bludow, Dmitri Nikolajewitsch (1785–1864), russischer Minister und Literat
- Bludowa, Antonina Dmitrijewna (1813–1891), russische Hofdame, Schriftstellerin und Mäzenin
- Bludowsky, Carl Friedrich von, preußischer Stabsrittmeister und Landrat
- Bludův, Vojtěch, tschechischer Theologe

### Blue
- Blue Boy, schottischer DJ und Produzent
- Blue Demon (1922–2000), mexikanischer Luchador, Wrestler und Schauspieler
- Blue Jacket, Kriegshäuptling der Shawnee
- Blue, Alektra (* 1983), US-amerikanische Pornodarstellerin
- Blue, Angel (* 1984), US-amerikanische Sopranistin
- Blue, Ashley (* 1981), US-amerikanische Pornodarstellerin
- Blue, Barry (* 1950), britischer Sänger, Songschreiber und Produzent
- Blue, Ben (1901–1975), kanadisch-amerikanischer Schauspieler und Komiker
- Blue, Billy (1767–1834), englischer Sträfling
- Blue, Bonnie (* 1999), britische Influencerin und PornodarstellerinBonnie Blue (* 1999)

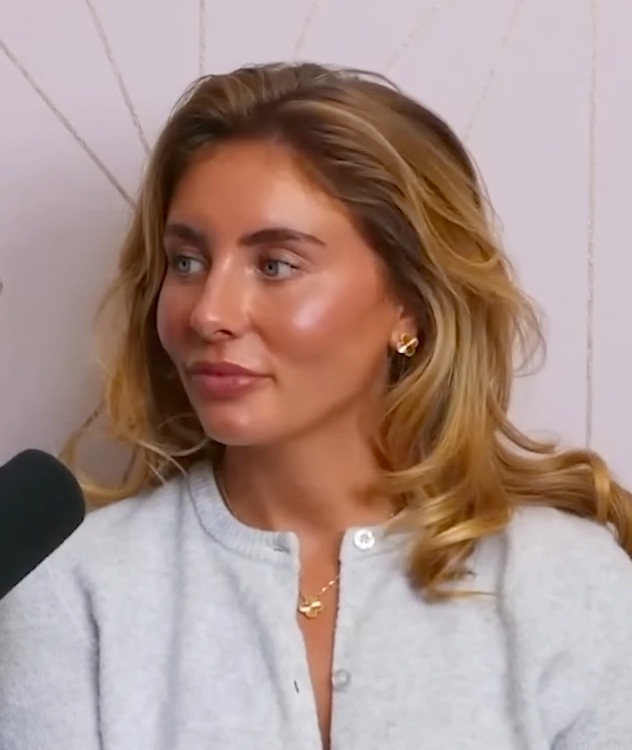
Bonnie Blue (* 1999)

- Blue, Callum (* 1977), englischer Film- und Fernseh-Schauspieler
- Blue, Chelsea (* 1976), US-amerikanische Pornodarstellerin und Schauspielerin
- Blue, David (1941–1982), US-amerikanischer Sänger, Gitarrist und Schauspieler
- Blue, David (* 1982), US-amerikanischer Schauspieler
- Blue, Forrest (1945–2011), US-amerikanischer American-Football-Spieler
- Blue, James (1930–1980), US-amerikanischer Dokumentarfilmregisseur
- Blue, Jonas (* 1989), englischer DJ und Musikproduzent
- Blue, Lionel (1930–2016), britischer Rabbiner und Autor
- Blue, Marlon (* 1988), österreichisch-britischer Schauspieler und ein Model
- Blue, Mick (* 1976), österreichischer PornodarstellerMick Blue (* 1976)

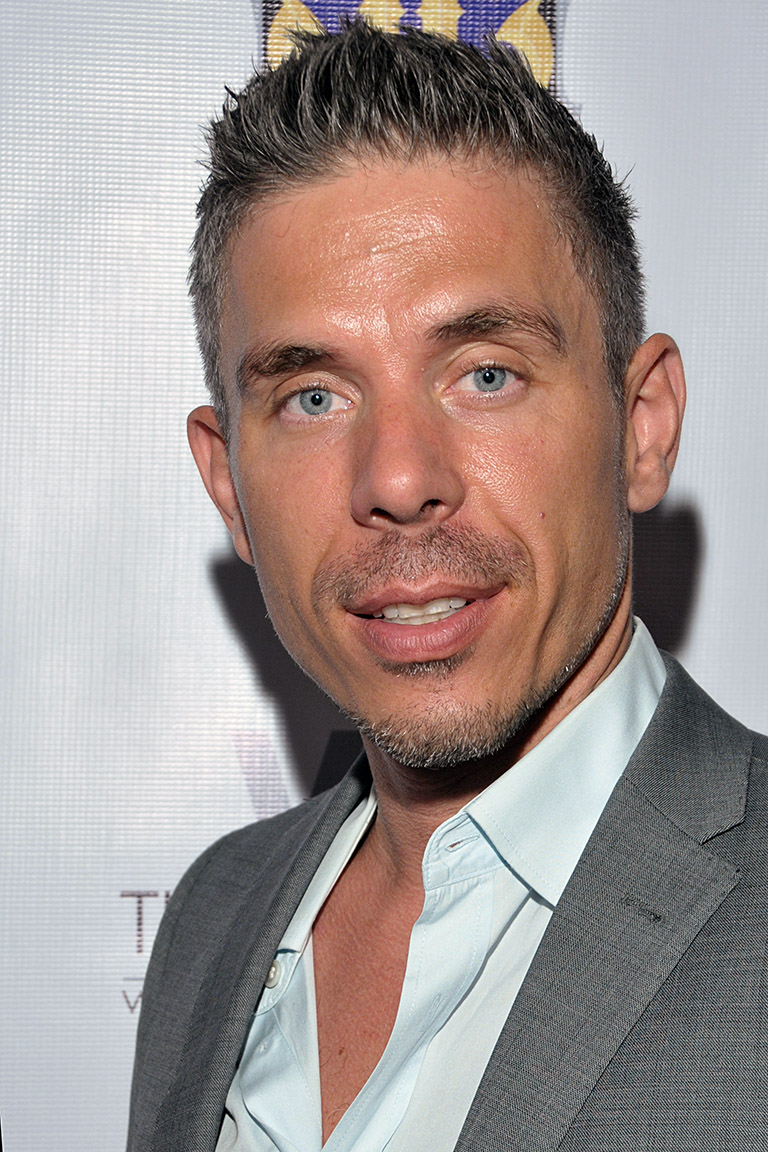
Mick Blue (* 1976)

- Blue, Monte (1887–1963), US-amerikanischer Film- und Theaterschauspieler
- Blue, Pete (1935–2023), US-amerikanischer Jazzmusiker (Piano, Arrangement)
- Blue, Ray (1950–2025), amerikanischer Jazzmusiker, Bandleader, Komponist, Arrangeur
- Blue, Richard W. (1841–1907), US-amerikanischer Politiker
- Blue, Robert D. (1898–1989), US-amerikanischer Politiker, Gouverneur von Iowa
- Blue, Rupert (1868–1948), US-amerikanischer Arzt, Surgeon General of the United States
- Blue, Sara de (* 1990), österreichische Sängerin und Songwriterin
- Blue, Skye (* 1961), US-amerikanische Pornodarstellerin und Regisseurin
- Blue, Tony (1936–2020), australischer Mittelstreckenläufer
- Blue, Vanessa (* 1974), US-amerikanische Pornodarstellerin, -regisseurin und -produzentin
- Blue, Verona, kanadisch-US-amerikanische Schauspielerin und Synchronsprecherin
- Blue, Vida (1949–2023), amerikanischer Baseballspieler
- Blue, Violet, US-amerikanische Autorin
- Blue, William Thornton (1902–1968), US-amerikanischer Jazzmusiker
- Blueface (* 1997), US-amerikanischer RapperBlueface (* 1997)

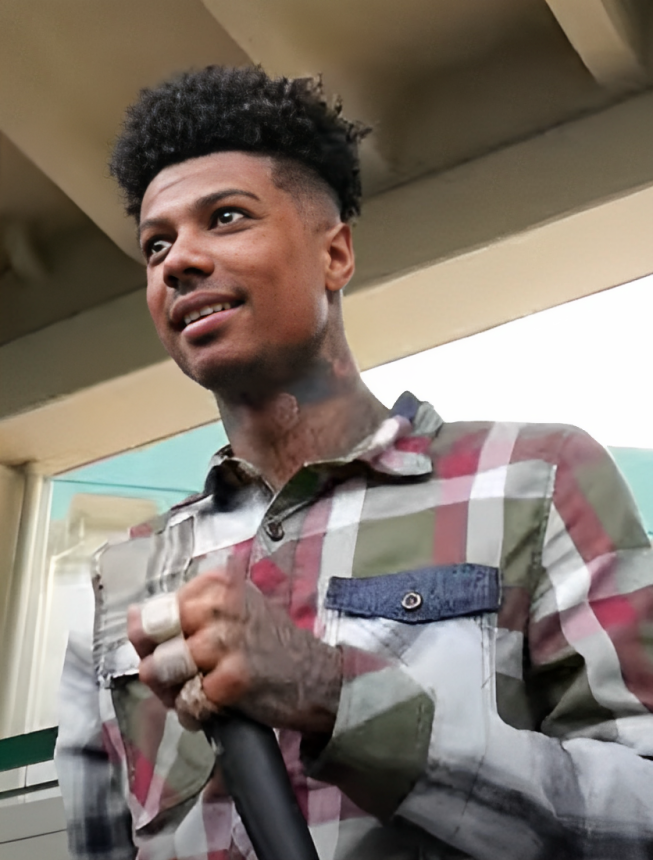
Blueface (* 1997)

- Bluemblacher, Christoph († 1674), salzburgischer Jurist und Hochschullehrer
- Bluemel, Edward (* 1993), britischer Schauspieler
- Bluemler, Detlef (* 1944), deutscher Kunstkritiker
- Bluemner, Oscar (1867–1938), deutscher Maler
- Bluemoon, Chris (* 1988), Schweizer Journalist und Liedermacher
- Bluen, Georg (1878–1941), deutscher Filmproduzent und Filmregisseur
- Blues Boy, Celso (1956–2012), brasilianischer Singer-Songwriter und Gitarrist
- Blues Queen Sylvia (1941–1992), amerikanische Bluesmusikerin (Gesang, Bass)
- Bluestone, Jeffrey A. (* 1953), US-amerikanischer Immunologe und Diabetes-Forscher
- Bluetech, US-amerikanischer DJ und Musikproduzent
- Bluett, Grant, australischer Orientierungsläufer
- Bluette, Isa (1898–1939), italienische Schauspielerin

### Bluf
- Bluff, Mathias Joseph (1805–1837), deutscher Mediziner und Botaniker
- Bluff, Richard, Spezialeffektkünstler
- Bluford, Guion (* 1942), US-amerikanischer Astronaut

### Blug
- Blug, Thomas (* 1966), deutscher Gitarrist, Komponist und ProduzentThomas Blug (* 1966)

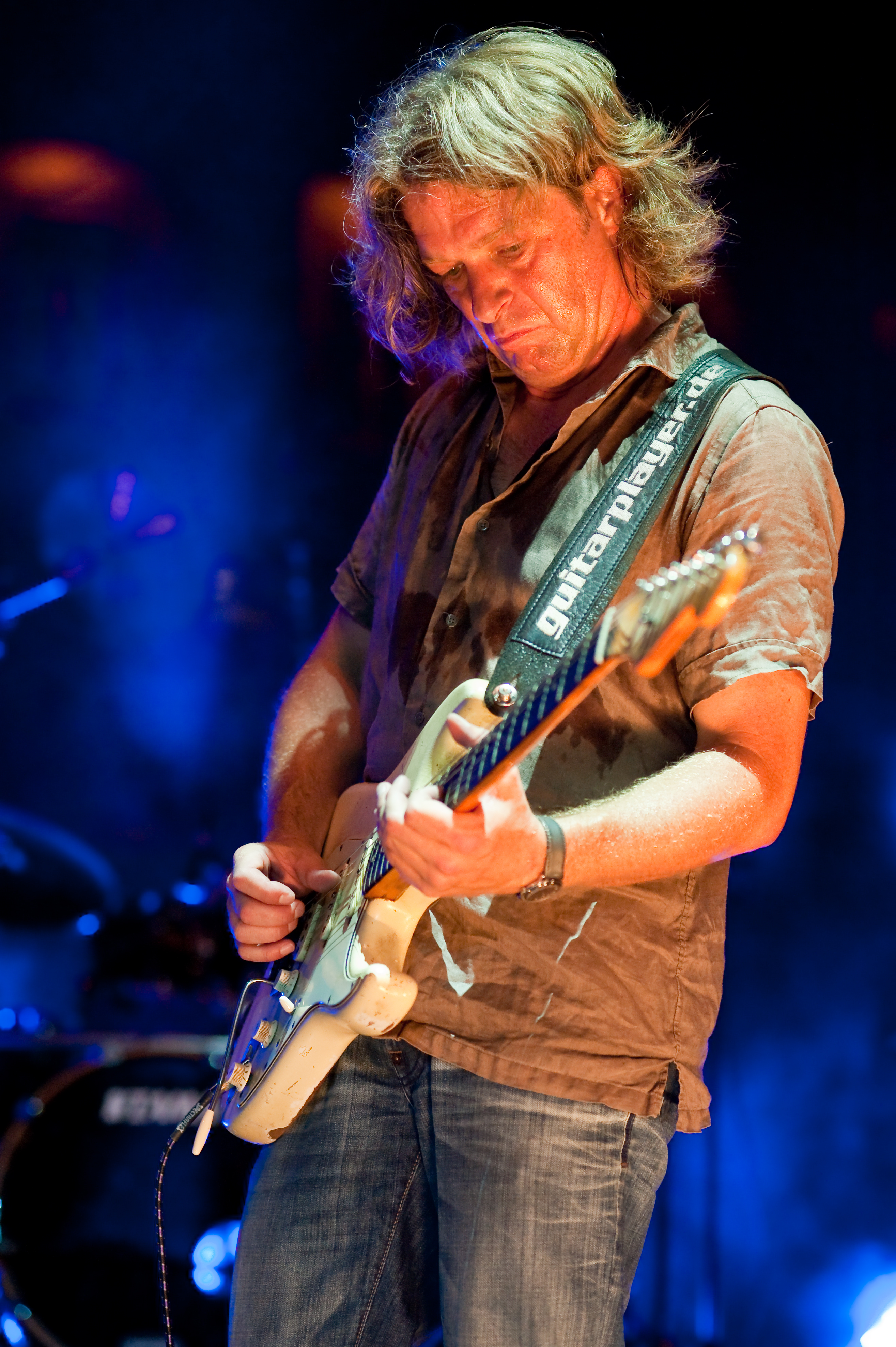
Thomas Blug (* 1966)

- Blügel, Rudolf (1927–1997), deutscher Politiker (CDU), MdB
- Blügel, Stefan (* 1957), deutscher Physiker
- Bļugers, Teodors (* 1994), lettischer Eishockeyspieler
- Blüggel, Jens (* 1967), deutscher Jurist, Präsident des Landessozialgerichts Nordrhein-Westfalen

### Bluh
- Blühdorn, Ingolfur (* 1964), deutscher Politikwissenschaftler
- Blüher, Barbara (1943–2012), deutsche Gebrauchsgrafikerin
- Blüher, Bernhard (1864–1938), Oberbürgermeister der Stadt Dresden (1915–1931)
- Blüher, Carl Wilhelm (1790–1857), deutscher Jurist und Politiker, MdL
- Blüher, Edgar (1881–1919), deutscher Fußballspieler
- Blüher, Eliane (1928–2020), französische Übersetzerin
- Blüher, Friedrich Gustav (1794–1863), deutscher evangelisch-lutherischer Pfarrer, Heimatforscher und Autor
- Blüher, Hans (1888–1955), deutscher Schriftsteller und PhilosophHans Blüher (1888–1955)

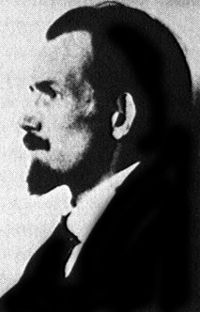
Hans Blüher (1888–1955)

- Blüher, Horst (* 1930), deutscher Fußballspieler
- Blüher, Joachim (* 1953), deutscher Kunsthistoriker und Kulturmanager
- Blüher, Johann Friedrich (* 1674), sächsisch-russischer Bergbauingenieur
- Blüher, Johannes Immanuel (1837–1898), deutscher evangelisch-lutherischer Pfarrer, Schulrektor und Autor
- Blüher, Karin (* 1937), deutsche Fotografin, Pressefotografin und Autorin
- Blüher, Karl Alfred (1927–2020), deutscher Romanist und Literaturwissenschaftler
- Blüher, Magnus Adolph (1802–1884), deutscher lutherischer Theologe und Autor
- Blüher, Matthias (* 1970), deutscher Endokrinologe und Hochschullehrer
- Blüher, Ottomar (1824–1891), deutscher Jurist und Politiker (DFP), MdL (Königreich Sachsen)
- Blüher, Peter (1941–1974), deutscher Fußballspieler
- Bluhm, Agnes (1862–1943), deutsche Ärztin
- Blühm, Andreas (* 1959), deutscher Kunsthistoriker und Kurator
- Bluhm, Andreas (* 1959), deutscher Politiker (PDS und Die Linke)
- Bluhm, Andreas (* 1973), deutscher Fußballspieler
- Bluhm, Arthur (1899–1962), deutscher Rabbiner
- Bluhm, Carola (* 1962), deutsche Politikerin (Die Linke), MdA, Sozialsenatorin Berlin
- Bluhm, Daniela, deutsche Kanutin
- Bluhm, Detlef (1954–2023), deutscher Schriftsteller, Buchhändler und Verleger
- Bluhm, Ferdinand (1819–1874), deutscher Lehrer und Autor
- Bluhm, Hans (1891–1958), deutscher Ingenieur und VDI-Vorsitzender
- Bluhm, Hans (1922–2009), deutscher Journalist
- Bluhm, Harald (* 1957), deutscher Politikwissenschaftler
- Bluhm, Ines, deutsche Filmeditorin
- Bluhm, Joshua (* 1994), deutscher Bobsportler und Leichtathlet
- Blühm, Karl (1910–1996), österreichischer Theater- und Filmschauspieler
- Bluhm, Katharina (* 1961), deutsche Soziologin
- Bluhm, Katja (* 1974), deutsche Kinderbuchautorin
- Bluhm, Kay (* 1968), deutscher Kanute
- Bluhm, Lothar (* 1958), deutscher Germanist und Kulturhistoriker
- Bluhm, Marc (* 1987), deutscher Schauspieler
- Bluhm, Marcus (* 1966), deutscher Schauspieler
- Bluhm, Matthias (* 1962), deutscher Tischtennisspieler
- Bluhm, Norman (1921–1999), US-amerikanischer Maler
- Bluhm, Oscar (1867–1912), deutscher Maler und Illustrator
- Bluhm, Sonja Maria (* 1998), deutsche SchachspielerinSonja Maria Bluhm (* 1998)

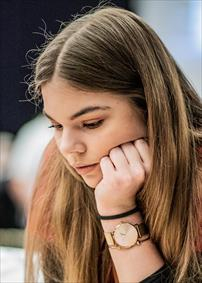
Sonja Maria Bluhm (* 1998)

- Bluhm, Walter (1904–1976), deutscher Schauspieler und Synchronsprecher
- Bluhm, Wilhelm (1898–1942), deutscher Widerstandskämpfer im Dritten Reich
- Bluhm, Wilhelm (1899–1943), deutscher SS-Sturmbannführer und Kriminaldirektor
- Bluhm-Förster, Heidrun (* 1958), deutsche Politikerin (Die Linke), MdB
- Bluhme, Christian Albrecht (1794–1866), dänischer Staatsmann
- Bluhme, Christopher (1708–1782), dänischer Geistlicher und Schriftsteller
- Bluhme, Friedrich (1797–1874), deutscher Jurist, Richter, Rechtshistoriker und Hochschullehrer
- Bluhme, Fritz (1869–1932), deutscher Jurist und Generalstaatsanwalt
- Bluhme, Georg Richard (1830–1875), deutscher Politiker, MdR
- Bluhme, Johannes Bartholomäus (1681–1753), dänischer Geistlicher
- Blühmel, Friedrich (1777–1845), deutscher Hornist und Instrumentenbauer
- Blühová, Irena (1904–1991), slowakische Fotografin, Publizistin und Hochschullehrerin

### Blui
- Bluiett, Hamiet (1940–2018), US-amerikanischer Jazzmusiker
- Bluitgen, Kåre (* 1959), dänischer Schriftsteller und Journalist

### Blum
- Blum, Abraham (1905–1943), polnisches NS-Opfer
- Blum, Albrecht Viktor (1888–1959), österreichischer Filmregisseur, Filmeditor, Schauspieler und Theaterregisseur
- Blum, Alfons (* 1934), deutscher Elektrotechniker und Hochschullehrer
- Blum, Ana Cecilia (* 1972), ecuadorianische Autorin
- Blum, Andreas (1938–2024), Schweizer Radiojournalist, Schauspieler und Politiker
- Blum, Anna (1843–1917), Funktionärin des Badischen Frauenvereins und Stifterin von Frauenhilfseinrichtungen im Großherzogtum Baden
- Blum, Arlene (* 1945), US-amerikanische Bergsteigerin, Schriftstellerin und UmweltwissenschaftlerinArlene Blum (* 1945)

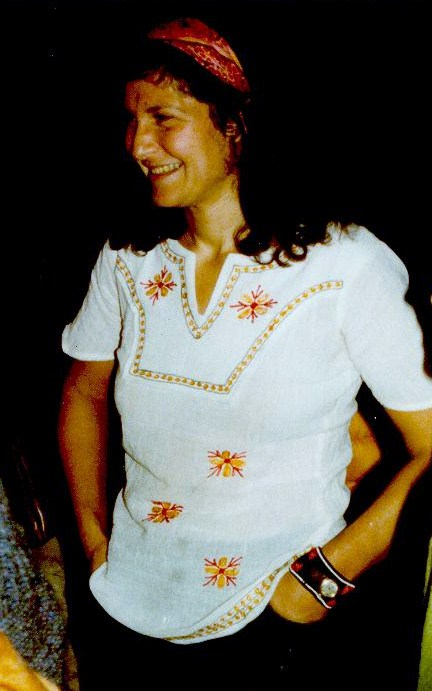
Arlene Blum (* 1945)

- Blum, Avrim (* 1966), US-amerikanischer Informatiker
- Blum, Béla (1891–1957), ungarischer Ruderer
- Blum, Bernard (1938–2014), französischer Agrarwissenschaftler der Phytomedizin
- Blum, Bertram (* 1950), deutscher katholischer Theologe und Erwachsenenbildner
- Blum, Birgit (* 1968), liechtensteinische Judoka
- Blum, Bruno (1939–2017), deutscher Physiotherapeut
- Blum, Carl (1786–1844), deutscher Sänger, Bühnenschauspieler, Regisseur, Librettist und Komponist
- Blum, Carl (1841–1906), deutschbaltischer lutherischer Geistlicher
- Blum, Christian (* 1987), deutscher Sprinter
- Blum, Christine (* 1958), Schweizer Politikerin (SP)
- Blum, Constanze (* 1972), deutsche Skilangläuferin
- Blum, Daniela (* 1986), deutsche römisch-katholische Theologin
- Blum, Danny (* 1991), deutscher FußballspielerDanny Blum (* 1991)

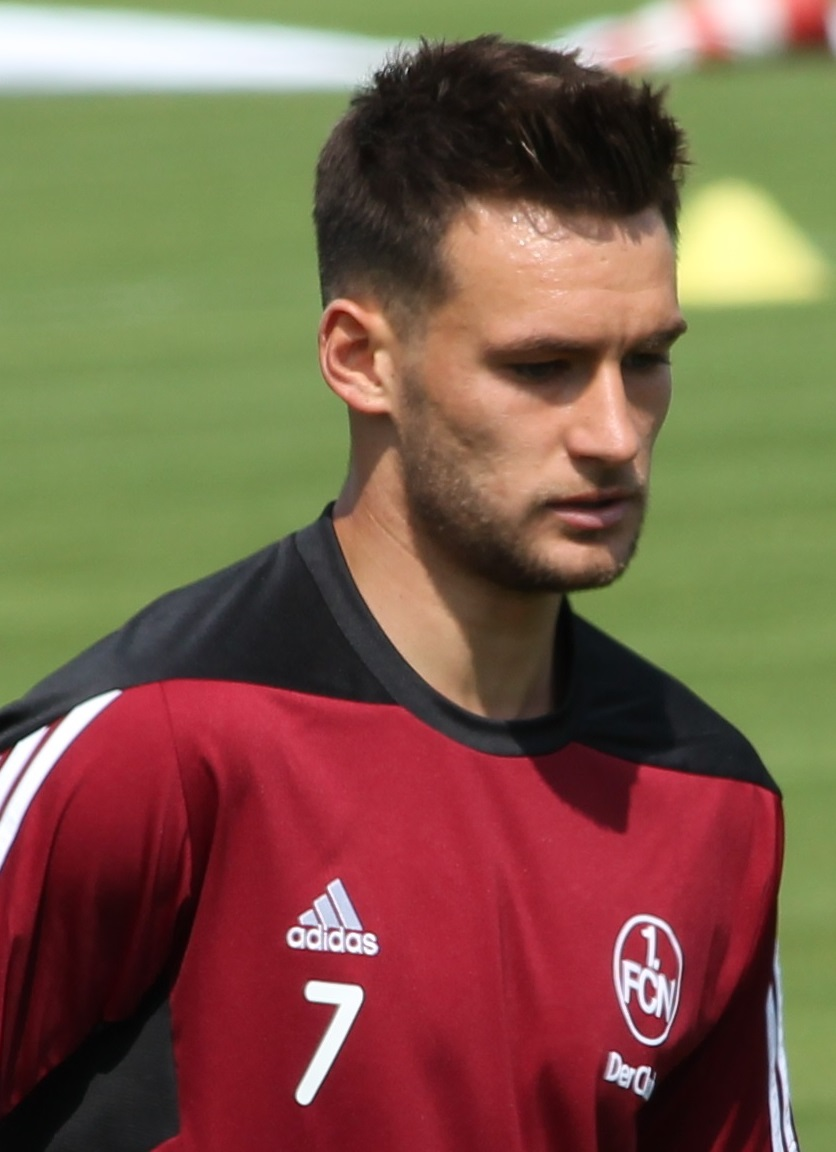
Danny Blum (* 1991)

- Blum, Dieter (* 1936), deutscher Fotograf
- Blüm, Diether (1924–2001), deutscher Archivar, Historiker und Autor
- Blum, Dominik (* 1964), Schweizer Musiker und Dirigent
- Blum, Donat (* 1986), nichtbinäre schweizerische Person, die schriftstellerisch tätig ist
- Blum, Dorothy (1924–1980), US-amerikanische Informatikerin und Kryptoanalytikerin
- Blum, Eberhard (1919–2003), deutscher Nachrichtendienstler, Präsident des Bundesnachrichtendienstes
- Blum, Eberhard (1940–2013), deutscher Flötist
- Blum, Edgar (1928–2019), deutscher Künstler
- Blum, Edmund (1874–1938), österreichischer Zahnarzt und Schriftsteller
- Blum, Egon (* 1940), österreichischer Unternehmensberater, Konstrukteur und Funktionär
- Blum, Elisabeth, Schweizer Architektin, Zeichnerin, Fotografin, Autorin und Hochschullehrerin
- Blum, Elwin (1920–2002), österreichischer Politiker (VdU, FPÖ), Landtagsabgeordneter, Landesrat von Vorarlberg
- Blum, Emil (1894–1978), Schweizer reformierter Theologe
- Blum, Erhard (* 1950), deutscher Hochschullehrer, evangelischer Theologe
- Blum, Eric (* 1986), japanisch-schweizerischer Eishockeyspieler
- Blum, Ernest (1836–1907), französischer Dramatiker, Librettist und Journalist
- Blum, Ernst (1892–1981), deutsch-schweizerischer Psychiater und Psychoanalytiker
- Blum, Ernst (1901–1970), deutscher Jurist
- Blum, Ernst (1904–1980), deutscher Fußballspieler
- Blum, Ernst (* 1957), österreichischer Politiker (FPÖ), Landtagsabgeordneter
- Blum, Erwin, deutscher Volkswirt, Präsident der Hochschule Landshut
- Blum, Eva (* 1967), deutsche Schauspielerin und Theaterautorin
- Blum, Fabian (* 1995), Schweizer Rollstuhlsportler
- Blum, Fanny (1873–1959), Mannheimer Widerstandskämpferin jüdischen Glaubens, deren Zigarettenfabrik in der NS-Zeit arisiert wurde
- Blum, Felix (* 1970), deutscher Film- und Fernsehproduzent
- Blum, Felix (* 1981), deutscher Designer, Regisseur und Komponist
- Blum, Ferdinand (1865–1959), deutscher Physiologe
- Blum, Franz (1914–1942), österreichischer Bildhauer
- Blum, Franz Anton (1758–1823), deutscher Jurist und Abgeordneter
- Blum, Friedrich (1868–1936), deutscher Lehrer und badischer Landtagsabgeordneter
- Blum, Friedrich Karl (1748–1826), deutscher Beamter
- Blum, Gerd (* 1965), deutscher Kunsthistoriker
- Blum, Günter (1922–1990), deutscher Politiker (SED) und Diplomat, Botschafter der DDR
- Blum, Günter (1949–1997), deutscher Fotograf und Designer
- Blum, Günther (1905–1973), deutscher Politiker (NSDAP) und HJ-Führer
- Blum, H. Steven (* 1946), US-amerikanischer Offizier, Generalleutnant der US-Army
- Blum, Hans, deutsch-schweizerischer Architekturtheoretiker
- Blum, Hans (1841–1910), Mitglied im Norddeutschen Reichstag
- Blum, Hans (1858–1942), deutscher Maler
- Blum, Hans (1928–2024), deutscher Komponist, Texter, Musikproduzent und Sänger
- Blum, Harry (1944–2000), deutscher Politiker (CDU), erster direkt gewählter hauptamtlicher Oberbürgermeister von Stadt Köln
- Blum, Hartmut (* 1966), deutscher Althistoriker
- Blum, Hedy (1931–1942), österreichische Schülerin und Opfer des Holocaust
- Blum, Heiko R. (1935–2011), deutscher Filmkritiker und Autor
- Blum, Heiner (* 1959), deutscher Maler und Konzeptkünstler
- Blum, Herma (1911–2002), deutsche Kunsthandweberin
- Blum, Holger (* 1964), deutscher Komiker
- Blum, Inge (1924–2011), deutsche Bildhauerin
- Blum, Isaak (1833–1903), deutscher Naturwissenschaftler
- Blum, Jacques (* 1950), französischer Mathematiker
- Blum, Jason (* 1969), US-amerikanischer FilmproduzentJason Blum (* 1969)

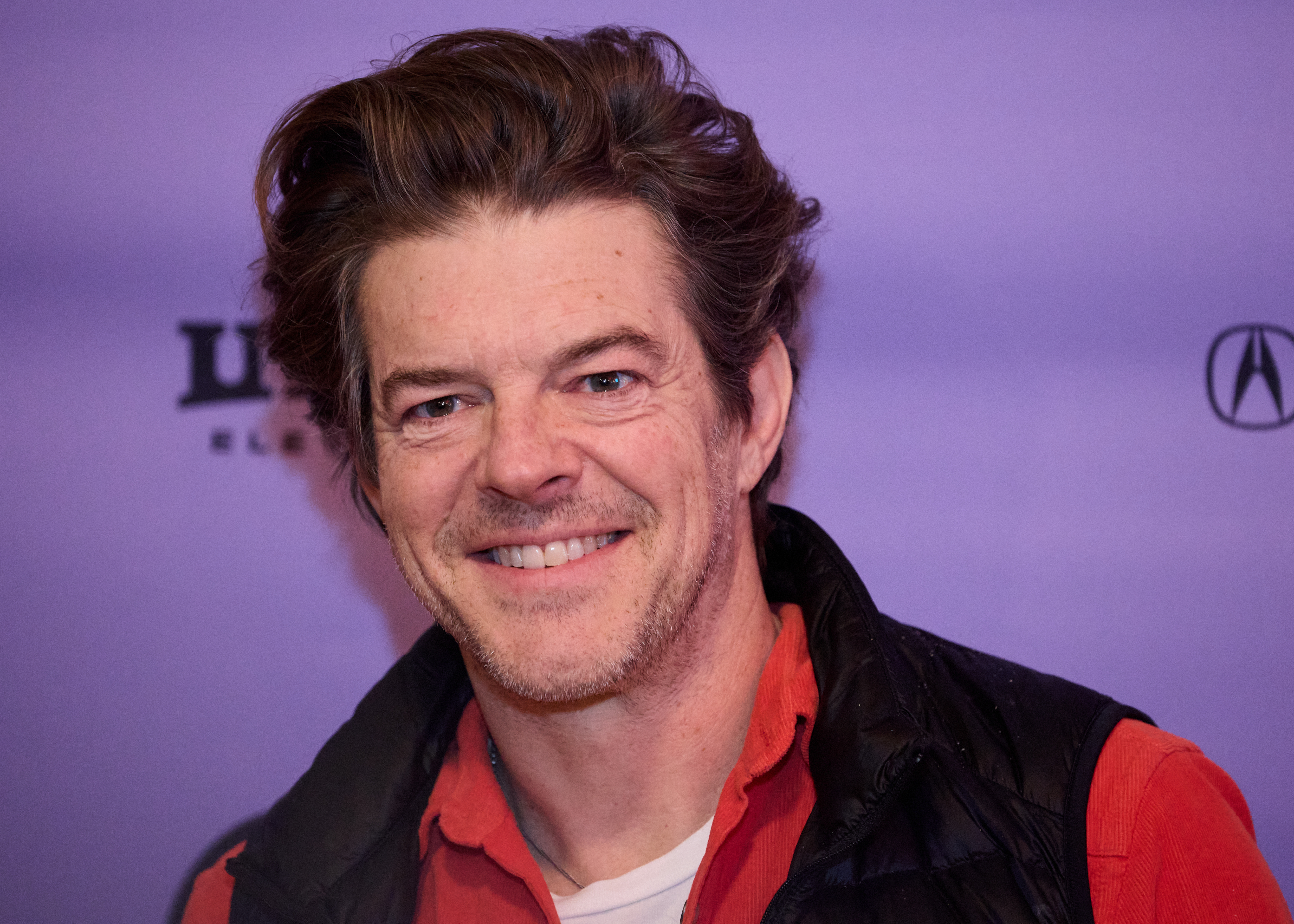
Jason Blum (* 1969)

- Blum, Jeanne (1899–1982), französische Erzieherin, Schulgründerin und Premierminister-Gattin
- Blum, Jehuda Zvi (* 1931), israelischer Hochschullehrer für Internationales Recht, Diplomat und UNO-Botschafter
- Blum, Jenny (1810–1874), Ehefrau von Politiker, Verleger, Publizist und Freiheitskämpfer Robert Blum
- Blum, Joachim Christian (1739–1790), deutscher Dichter
- Blum, Jochen (* 1959), deutscher Chirurg, Unfallchirurg und Hochschullehrer
- Blum, Johann, deutscher Stempelschneider und Medailleur
- Blum, Johann Reinhard (1802–1883), deutscher Mineraloge
- Blum, Johannes (1857–1946), deutscher Politiker (Zentrum), MdR
- Blum, John (* 1968), US-amerikanischer Jazzmusiker (Piano)
- Blum, Jonathon (* 1989), US-amerikanischer Eishockeyspieler
- Blum, Josef (1898–1956), österreichischer Fußballspieler und Trainer
- Blum, Josef (* 1956), deutscher Kampfkunstmeister
- Blum, Joseph (1831–1888), deutscher Kaufmann, Bürgermeister von Steinbach und Abgeordneter im Nassauischen Landtag
- Blum, Julius (1843–1919), österreichischer Bankier
- Blum, Julius R. (1922–1982), US-amerikanischer Mathematiker und Statistiker
- Blum, Jürgen (* 1956), deutscher Vielseitigkeitsreiter
- Blum, Jürgen (* 1962), deutscher Physiker
- Blum, Karl (1878–1945), deutscher Politiker (SPD), MdL
- Blum, Karl (* 1961), österreichischer Fußballspieler
- Blum, Karl Ludwig (1796–1869), deutscher Historiker
- Blum, Karl-Wilhelm (* 1939), deutscher Hochschullehrer, Professor für Volkswirtschaftslehre an der Hochschule Osnabrück
- Blum, Katharina (* 1966), deutsche Journalistin, Autorin und Eventmanagerin
- Blum, Katrin (* 1977), deutsche Journalistin
- Blum, Kilian (* 1957), Schweizer Radrennfahrer
- Blum, Klara (1904–1971), deutschsprachige jüdische, österreichische, sowjetische und chinesische Schriftstellerin
- Blum, Kurt (1922–2005), Schweizer Fotograf und Dokumentarfilmer
- Blum, Lawrence (* 1943), amerikanischer Philosoph
- Blum, Leif (* 1975), deutscher Politiker (FDP)
- Blum, Len (* 1951), kanadischer Drehbuchautor, Musiker und Kolumnist
- Blum, Lenore (* 1942), US-amerikanische Logikerin und Informatikerin
- Blum, Léon (1872–1950), französischer PolitikerLéon Blum (1872–1950)

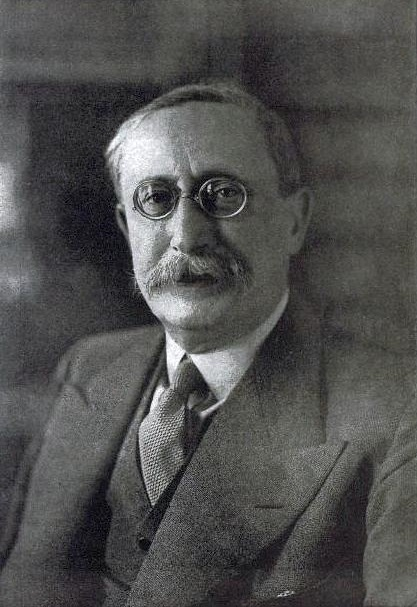
Léon Blum (1872–1950)

- Blum, Leonhard (1857–1933), deutscher Maler und Architekt
- Blum, Lesser (1934–2016), US-amerikanischer Physikochemiker
- Blum, Lewin (* 2001), Schweizer Fußballspieler
- Blum, Lisa-Marie (1911–1993), deutsche Schriftstellerin, Malerin und Zeichnerin
- Blum, Lodoiska von (1844–1927), deutsche Schriftstellerin
- Blum, Ludwig (1814–1873), deutscher Pfarrer, Beamter und Politiker
- Blum, Manuel (* 1938), US-amerikanischer Informatiker
- Blum, Maria (1890–1961), deutsche Politikerin (KPD), MdR
- Blum, Mark (1950–2020), US-amerikanischer Schauspieler
- Blum, Matthias, deutscher katholischer Theologe und Pädagoge
- Blum, Max (1864–1902), Kaufmann und plattdeutscher Schriftsteller
- Blum, Michael (1494–1550), deutscher Drucker
- Blum, Michael (1942–2023), deutscher Künstler und Kunsterzieher
- Blum, Michael (* 1966), israelischer Künstler und Autor
- Blum, Michael (* 1988), deutscher Fußballspieler
- Blum, Moritz (1596–1626), deutscher Mediziner
- Blum, Nikolaus (1857–1919), deutscher katholischer Ordenspriester, Steyler Missionar
- Blum, Nina (* 1973), österreichische Schauspielerin
- Blüm, Norbert (1935–2020), deutscher Politiker (CDU), MdA, MdB, BundesarbeitsministerNorbert Blüm (1935–2020)

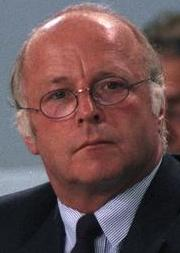
Norbert Blüm (1935–2020)

- Blum, Norbert (1938–2009), deutscher Bildhauer und Hochschullehrer
- Blum, Norbert (* 1954), deutscher theoretischer Informatiker und Hochschullehrer
- Blum, Norma (* 1939), brasilianische Schauspielerin
- Blum, Oscar (* 1886), russischer Schriftsteller, Philosoph, Theaterregisseur und mutmaßlicher Geheimagent
- Blum, Otto (1876–1944), deutscher Bauingenieur und Hochschullehrer, Rektor der Technischen Hochschule Hannover (1929–1931)
- Blum, Paul Richard (* 1950), deutscher Philosoph und Renaissanceforscher
- Blum, Peter (1925–1990), Schriftsteller
- Blum, Peter (* 1964), deutscher Maler und Grafiker
- Blum, Peter (* 1991), deutscher Schauspieler
- Blum, Peter Joseph (1808–1884), Bischof von Limburg
- Blum, Petra (* 1961), deutsche Basketballspielerin
- Blum, Rainer (* 1960), deutscher Eishockeyspieler
- Blum, Ralph (1932–2016), US-amerikanischer Schriftsteller
- Blum, Reinhard (* 1933), deutscher Ordinarius für Betriebswirtschaftslehre
- Blum, Reinhard (* 1968), österreichischer Kunstturner
- Blum, Reni (1934–2003), Schweizer Art-brut-Künstlerin
- Blum, Robert (1807–1848), deutscher Politiker der Märzrevolution, Publizist und AutorRobert Blum (1807–1848)

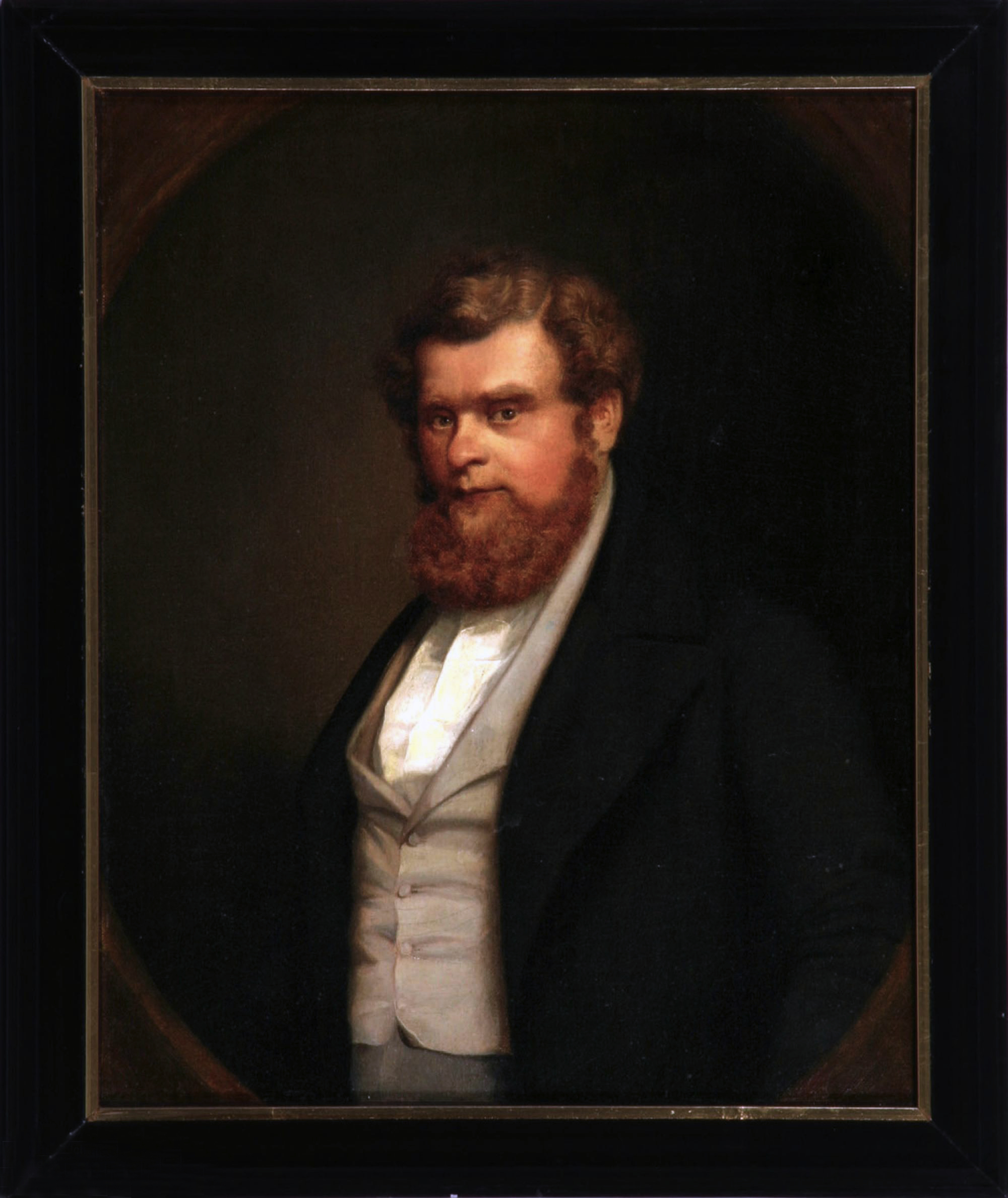
Robert Blum (1807–1848)

- Blum, Robert (1900–1994), Schweizer Komponist und Dirigent
- Blum, Robert (1928–2022), US-amerikanischer Fechter
- Blum, Robert (* 1989), österreichischer Politiker (FPÖ)
- Blum, Robert Frederick (1857–1903), US-amerikanischer Maler und Illustrator
- Blum, Rod (* 1955), US-amerikanischer Politiker
- Blum, Roger (* 1945), Schweizer Medienwissenschaftler, Journalist und Politiker
- Blum, Roland (* 1945), französischer Politiker, Mitglied der Nationalversammlung, MdEP
- Blum, Ron, US-amerikanischer Schiedsrichter im American Football
- Blum, Rudolf (1909–1998), deutscher Bibliothekar, Altphilologe und Bibliothekshistoriker
- Blum, Ruth (1913–1975), Schweizer Autorin
- Blum, Samuel E (1920–2013), US-amerikanischer Chemiker
- Blum, Sidonie (1898–1942), österreichisches Opfer des Holocaust
- Blum, Simone (* 1989), deutsche SpringreiterinSimone Blum (* 1989)

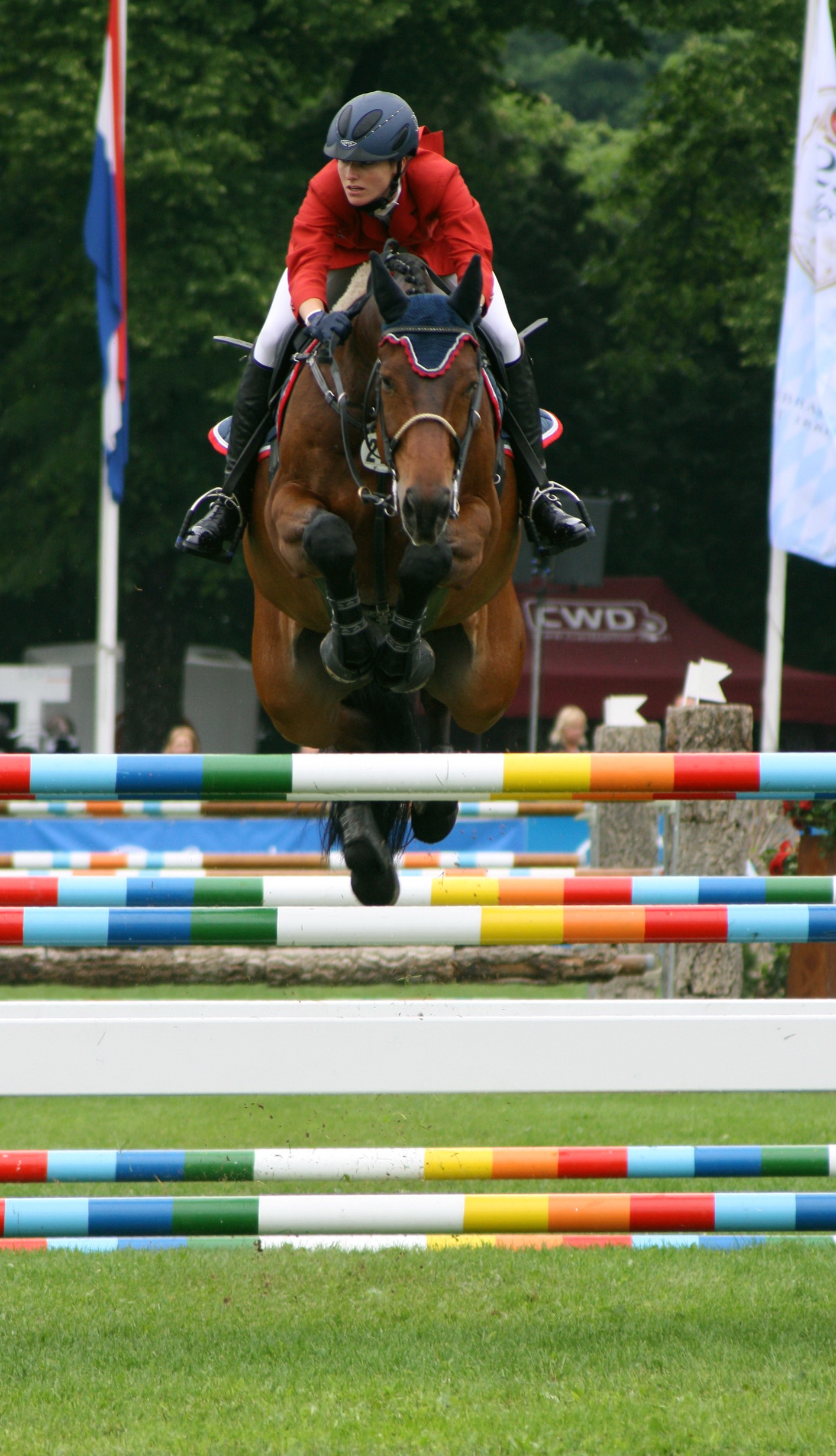
Simone Blum (* 1989)

- Blum, Stefan (* 1957), deutscher Müller und Bäcker
- Blum, Stephan (* 1970), deutscher Archäologe
- Blum, Susann (* 1981), deutsche Journalistin und Fernsehmoderatorin
- Blum, Sylvie (* 1967), deutsche Fotografin und Fotomodell
- Blum, Theo (1883–1968), deutscher Landschaftsmaler und Radierer
- Blum, Ueli (* 1961), Schweizer Theaterregisseur, Dramaturg, Autor und Übersetzer
- Blum, Ulrich (* 1953), deutscher Volkswirt und Hochschullehrer
- Blum, Werner (* 1945), deutscher Mathematiker und Hochschullehrer
- Blum, Wilhelm (1802–1887), deutscher Politiker, MdL Nassau
- Blum, Wilhelm (1831–1904), deutscher Politiker, MdR
- Blum, Wilhelm (1894–1972), deutscher Politiker (CDU), MdL
- Blum, Wilhelm (1943–2023), deutscher Altphilologe, Autor und Pädagoge
- Blum, William (1933–2018), US-amerikanischer Autor, Kritiker der Außenpolitik der USA
- Blum, Winfried (* 1941), deutsch-österreichischer Bodenbiologe und Forstwissenschaftler
- Blum, Zoltán (1892–1959), ungarischer Fußballspieler und -trainer
- Blum-Gliewe, Helene (1907–1992), deutsche Bühnenbildnerin und Architekturmalerin
- Blum-Kwiatkowski, Gerhard Jürgen (1930–2015), deutsch-polnischer Künstler
- Blum-Lazarus, Sophie (1867–1944), deutsch-französische Landschafts- und Puppenmalerin
- Blum-Paulmichl, Anita (1911–1981), deutsche Medailleurin, Zeichnerin und Malerin sowie Bildhauerin

#### Bluma
- Bluma, Lars (* 1969), deutscher Technik-, Wissenschafts- und Bergbauhistoriker
- Bluma, Susanne (* 1961), österreichische Politikerin (SPÖ), Landtagsabgeordnete
- Bluman, Daniel (* 1990), kolumbianischer Springreiter
- Blumann, Elise (1897–1990), deutsch-australische Malerin
- Blumann, Jean-Siegfried (1887–1965), deutscher Dirigent und Komponist
- Blumas, Jaakov (* 1953), deutscher Künstler
- Blumau, Karl (1867–1934), deutscher Theaterschauspieler, Hörspielsprecher und Regisseur
- Blumauer, Aloys (1755–1798), österreichischer Schriftsteller
- Blumauer, Elke (* 1963), deutsche Handballspielerin
- Blumauer, Franz (* 1958), österreichischer Kostümbildner
- Blumauer, Karl (1785–1841), österreichischer Theaterschauspieler, Sänger (Bass) und Schriftsteller von Jugendliteratur
- Blumauer, Manfred (1927–2005), österreichischer Musikkritiker und Kulturjournalist

#### Blumb
- Blumbach, Silke Liria (1970–2020), deutsche Dichterin, Erzählerin und Übersetzerin
- Blumberg, Baruch Samuel (1925–2011), US-amerikanischer Mediziner
- Blumberg, Benjamin (1923–2018), israelischer Geheimdienstler, Chef des Büros für besondere Aufgaben
- Blumberg, Christian (1664–1735), lutherischer Theologe
- Blumberg, Daniel (* 1990), britischer Musiker, Songwriter und FilmkomponistDaniel Blumberg (* 1990)

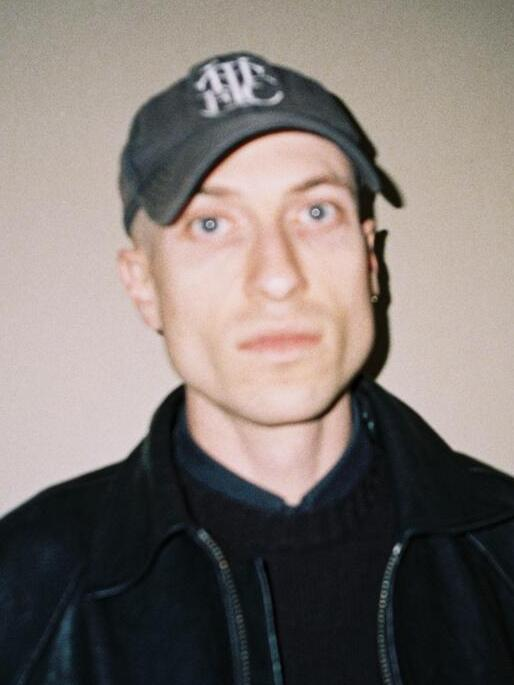
Daniel Blumberg (* 1990)

- Blumberg, Horst (* 1940), deutscher Wirtschaftswissenschaftler
- Blumberg, Jacob Moritz (1873–1955), deutscher Chirurg
- Blumberg, Judy (* 1957), US-amerikanische Eiskunstläuferin
- Blumberg, Luise (1890–1974), deutsche Kommunalpolitikerin und Abgeordnete der Rheinischen Provinziallandtags
- Blumberg, Nils (* 1997), deutscher Fußballspieler
- Blumberg, Richard (1856–1905), deutscher Architekt
- Blumberg, Stuart (* 1969), US-amerikanischer Drehbuchautor, Filmproduzent und Schauspieler
- Blumberg, William (* 1998), US-amerikanischer Tennisspieler
- Blumberger, Erika (1922–2018), deutsche Sängerin, Schauspielerin und Hörspielsprecherin
- Blumberger, Friedrich (1849–1919), deutscher Pädagoge und Schriftsteller
- Blumberger, Horst (1930–1950), deutscher Tischler, Todesopfer des DDR-Grenzregimes vor dem Bau der Berliner Mauer
- Blumberger, Paul (1879–1946), Reichsgerichtsrat
- Blumberger, Walter (* 1945), österreichischer Soziologe, Sozialforscher und künstlerischer Fotograf
- Blumberger-Sauerteig, Karin (* 1945), deutsche Diplomatin

#### Blumc
- Blümchen, Dieter (1936–2023), deutscher Fußballspieler
- Blümchen, Linda (* 1994), deutsche Schauspielerin und HörspielsprecherinLinda Blümchen (* 1994)

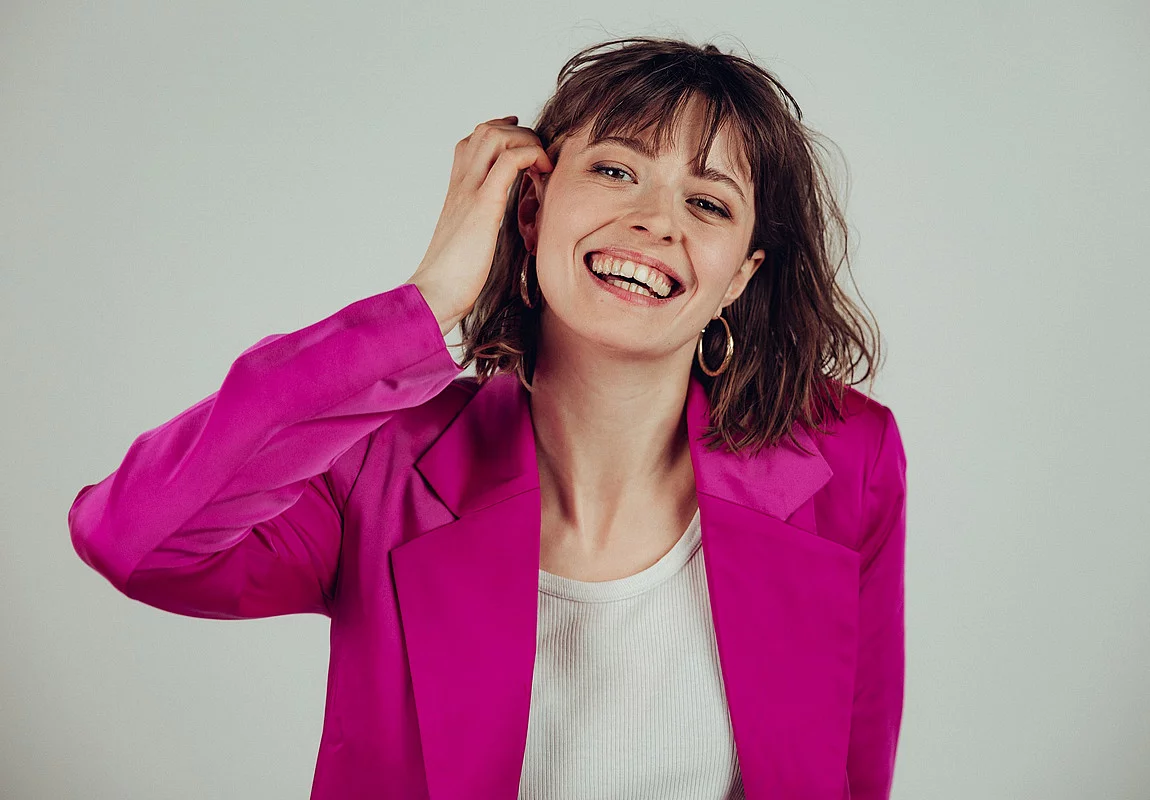
Linda Blümchen (* 1994)

- Blümcke, Katharina (1891–1976), deutsche Schriftstellerin
- Blümcke, Martin (* 1935), deutscher Journalist und Heimatforscher
- Blümcke, Simon (* 1974), deutscher Kommunalpolitiker

#### Blume
- Blume, Alexander (* 1961), deutscher Blues-, Boogie- und Jazzpianist
- Blume, Anke (* 1969), deutsche Chemikerin und Hochschullehrerin
- Blume, Anna (1937–2020), deutsche Künstlerin
- Blume, August (1893–1970), deutscher FDGB-Funktionär
- Blume, August Wilhelm (1787–1847), deutscher Steinbruchbesitzer, Steinmetz und Königlich Hannoverscher Hofsteinhauermeister
- Blume, Bartholomäus († 1460), Bürgermeister in Marienburg
- Blume, Bernhard (1901–1978), deutschamerikanischer Dramatiker und Literaturwissenschaftler
- Blume, Bernhard Johannes (1937–2011), deutscher Künstler
- Blume, Bianka (1843–1896), deutsche Opernsängerin (Sopran)
- Blume, Bob (* 1982), deutscher Lehrer, Schulbuchautor, Blogger und WebvideoproduzentBob Blume (* 1982)

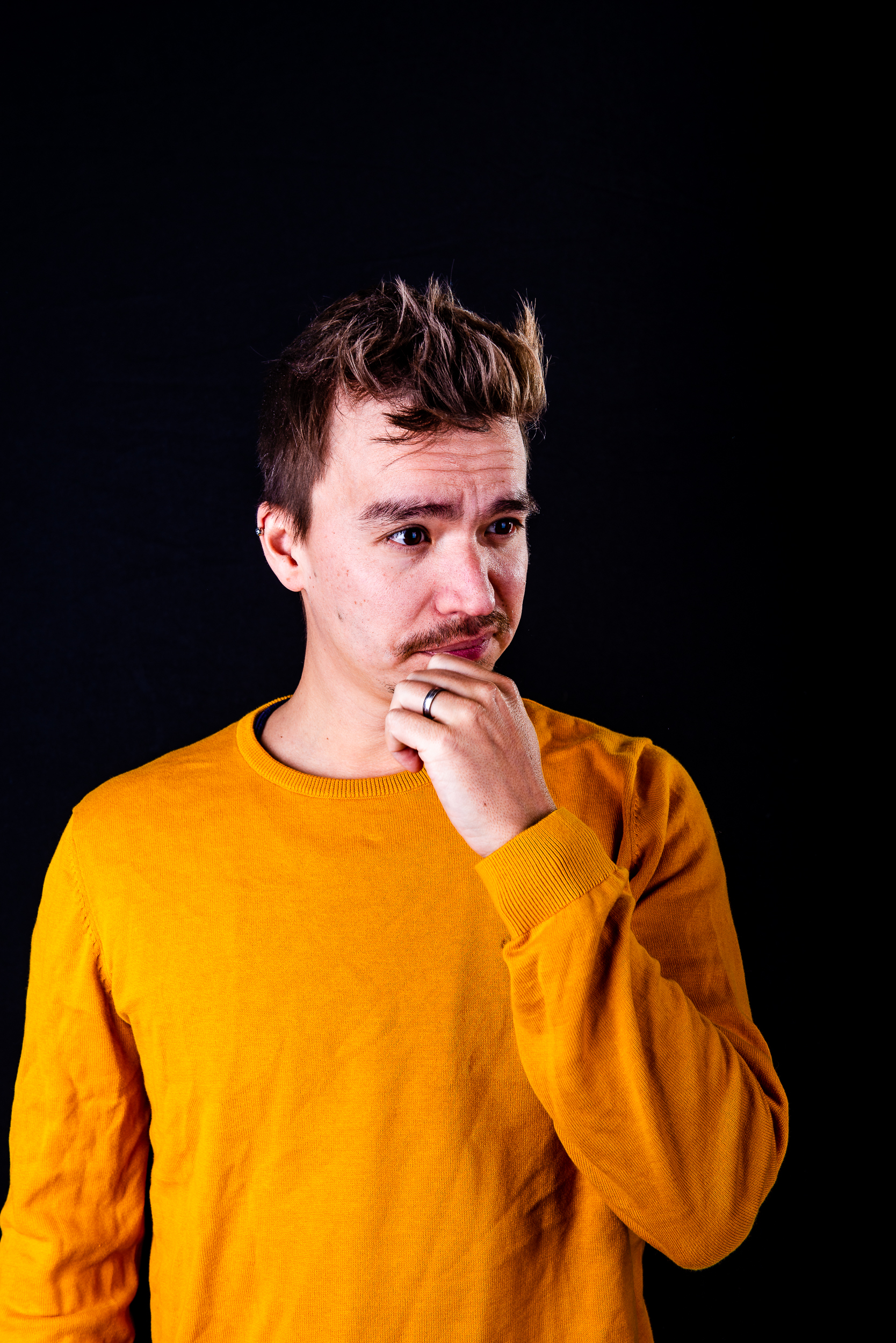
Bob Blume (* 1982)

- Blume, Bror (* 1992), dänischer Fußballspieler
- Blume, Bruno (* 1972), Schweizer Autor, Theaterregisseur und Journalist
- Blume, Carl Ludwig (1796–1862), deutsch-niederländischer Botaniker
- Blume, Carolyn, Fremdsprachendidaktikerin (Fachdidaktik Englisch)
- Blume, Christian Friedrich (1693–1746), preußischer Kaufmann
- Blume, Christine (* 1986), deutsche Psychologin, Schlafforscherin und Wissenschaftskommunikatorin
- Blume, Christoph (1589–1659), deutscher Jurist
- Blume, Clara (* 1984), österreichische Sängerin
- Blume, Claudia (* 1955), deutsche Künstlerin, Holzschneiderin und Bildhauerin
- Blume, Claus (* 1958), deutscher Filmemacher
- Blume, Dieter (1920–2004), deutscher Ornithologe
- Blume, Dieter (* 1952), deutscher Kunsthistoriker
- Blume, Edmund (1844–1914), deutscher Maler, Zeichner und Grafiker
- Blume, Ethel (1875–1918), deutsche Ärztin, eine der ersten Frauen, die in Deutschland studierten
- Blume, Eugen (* 1951), deutscher Kurator und Kunsthistoriker
- Blume, Franz (1905–1988), deutscher KPD-Funktionär, Widerstandskämpfer
- Blume, Frido von (1832–1907), bayerischer Generalleutnant
- Blume, Friedrich (1893–1975), deutscher Musikwissenschaftler und Hochschullehrer
- Blume, Friedrich (1902–1979), deutscher Politiker (SPD), MdB
- Blume, Fritz jun. (1928–2020), deutscher Zeitungsverleger
- Blume, Georg (1849–1921), deutscher Politiker (SPD), MdHB
- Blume, Georg (1895–1974), deutscher Politiker (CDU), MdA
- Blume, Georg (* 1963), deutscher Journalist und Ostasien-Experte
- Blume, Hans (1887–1978), niederländischer Fußballspieler
- Blume, Hans-Albert (* 1940), deutscher Trainer im Galoppsport
- Blume, Hans-Eberhard (* 1930), deutscher Musikmananager
- Blume, Hans-Peter (* 1933), deutscher Bodenkundler
- Blume, Harry (1924–1992), deutscher Maler, Grafiker und Hochschullehrer
- Blume, Heiko (* 1967), deutscher Politiker (CDU), Landrat
- Blume, Heinrich (1788–1856), deutscher Sänger (Bariton) und Schauspieler
- Blume, Heinrich (1887–1964), deutscher Lehrer und Politiker (NSDAP), MdR
- Blume, Heinrich Julius (1770–1806), Instrumentenbauer
- Blume, Heinrich Julius (1805–1884), Kaufmann und Abgeordneter der Hamburger Bürgerschaft
- Blume, Heinrich Julius von (1624–1699), deutscher Theologe, Archivar und Staatsmann
- Blume, Heinz (1919–1997), deutscher Politiker (SPD), Mitglied der Stadtverordnetenversammlung von Groß-Berlin
- Blume, Heinz (* 1945), deutscher Ingenieur, MdV
- Blume, Helmut (1920–2008), deutscher Geograph
- Blume, Herbert (1930–2009), deutscher Politiker (SPD), MdA
- Blume, Herbert (1938–2021), deutscher Germanist und Sprachwissenschaftler
- Blume, Hermann (1891–1967), deutscher Komponist und NS-Funktionär
- Blume, Hermann von (1824–1889), preußischer Generalmajor
- Blume, Holger (* 1973), deutscher Leichtathlet
- Blume, Horst-Dieter (* 1935), deutscher Klassischer Philologe
- Blume, Isabelle (1892–1975), belgische Kommunistin und Friedensaktivistin
- Blume, Jef Bertelsen (1912–1996), deutsch-dänischer Lehrer
- Blume, Joaquín (1933–1959), spanischer Turner
- Blume, Jochen (1910–1980), deutscher Schauspieler
- Blume, Jochen (1925–2018), deutscher Fotograf
- Blume, Johann Heinrich Julius (1795–1865), preußischer Generalmajor und Inspekteur der 1. Artillerie-Festungsinspektion
- Blume, John A. (1909–2002), US-amerikanischer Bauingenieur
- Blume, Judy (* 1938), US-amerikanische Schriftstellerin
- Blume, Jürgen (* 1946), deutscher Kantor, Chorleiter, Komponist und Hochschullehrer
- Blume, Karl (1883–1947), deutscher Komponist und Sänger
- Blume, Karl (1888–1975), deutscher Politiker (CDU)
- Blume, Karl Eduard (1847–1909), deutscher Reichsgerichtsrat
- Blume, Karl-Georg (1937–2013), deutsch-amerikanischer Hämatologe
- Blume, Karl-Joachim (* 1946), deutscher DBD-Funktionär, MdV
- Blume, Katrin (* 1985), deutsche Schauspielerin
- Blume, Klaus (1940–2022), deutscher Sportjournalist
- Blume, Marc (* 1973), deutscher Leichtathlet
- Blume, Markus (* 1975), deutscher Politiker (CSU), MdLMarkus Blume (* 1975)

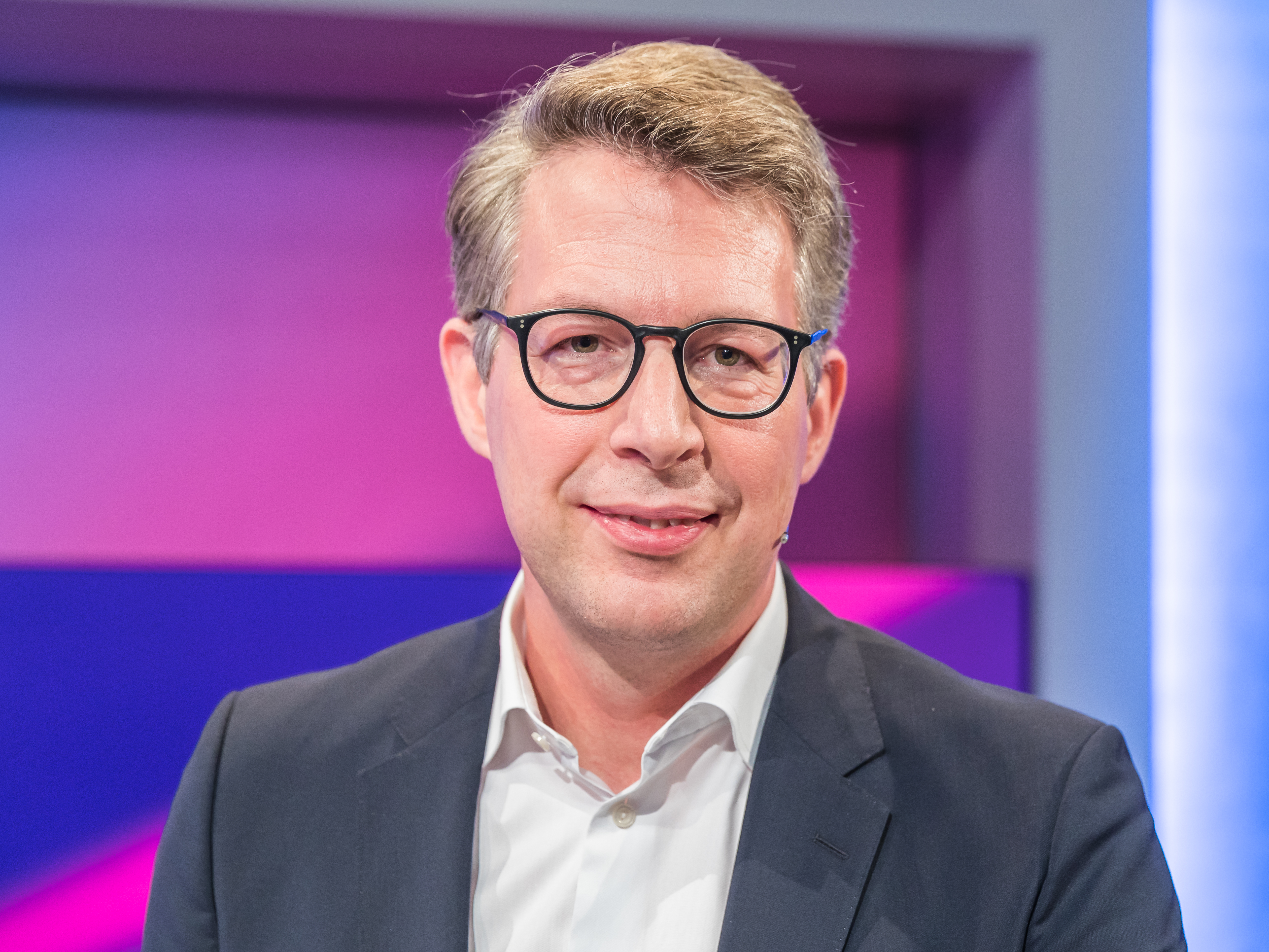
Markus Blume (* 1975)

- Blume, Martin (* 1956), deutscher Schlagzeuger und Komponist
- Blume, Michael (* 1976), deutscher Religions- und Politikwissenschaftler, Antisemitismusbeauftragter
- Blume, Michael August (* 1946), US-amerikanischer Geistlicher, römisch-katholischer Erzbischof und Diplomat des Heiligen Stuhls
- Blume, Oliver (* 1964), deutscher Liedermacher und Zahnarzt
- Blume, Oliver (* 1968), deutscher Manager
- Blume, Otto (1919–1987), deutscher Sozialwissenschaftler und Gewerkschafter
- Blume, Patrick von (* 1969), deutscher Schauspieler
- Blume, Pernille (* 1994), dänische Schwimmerin
- Blume, Peter (1906–1992), US-amerikanischer Maler und Bildhauer
- Blume, Petra (* 1957), deutsche Autorin
- Blume, Renate (* 1944), deutsche SchauspielerinRenate Blume (* 1944)

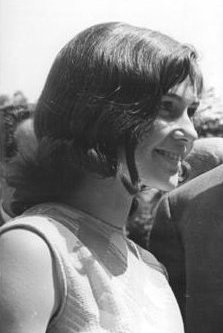
Renate Blume (* 1944)

- Blume, Rüdiger (* 1941), deutscher Hochschullehrer, Professor für Chemie und Didaktik der Chemie
- Blume, Walter (1896–1964), deutscher Flugzeugkonstrukteur
- Blume, Walter (1906–1974), deutscher Massenmörder, Anführer des Sonderkommandos 7a in Weißrussland, Leiter der Personalabteilung im Reichssicherheitshauptamt
- Blume, Werner (1887–1965), deutscher Anatom
- Blume, Wilbur T. (1920–1989), US-amerikanischer Filmproduzent
- Blume, Wilhelm (1884–1970), deutscher Pädagoge
- Blume, Wilhelm von (1835–1919), preußischer General der Infanterie
- Blume, Wilhelm von (1867–1927), deutscher Jurist und Politiker
- Blume, Willi (1913–1995), deutscher Politiker (SPD) und Oberbürgermeister
- Blume, Willi (1925–1993), deutscher Kommunalpolitiker und -beamter, Sozialdemokrat, Bürgermeister und Stadtdirektor
- Blume, Willy (1909–1975), deutscher SS-Hauptscharführer
- Blume-Benzler, Christel (1925–2021), deutsche Malerin und Grafikerin
- Blume-Cárdenas, Marguerite (* 1942), deutsche Bildhauerin
- Blume-Siebert, Ludwig (1853–1929), deutscher Genremaler

##### Blumeg
- Blümegen, Heinrich Kajetan von (1715–1788), erzherzoglich österreichischer Erster Kanzler
- Blümegen, Hermann Hannibal von (1716–1774), Bischof von Königgrätz

##### Blumel
- Blumel Mac-Iver, Gonzalo (* 1978), chilenischer Umweltingenieur, Politiker und Innenminister
- Blümel, Alfons (1884–1943), österreichischer Pianist und Komponist
- Blümel, Carl (1893–1976), deutscher Archäologe
- Blümel, Christian (* 1982), deutscher Schauspieler
- Blümel, Christoph, deutscher Schauspieler
- Blümel, Clivia (* 1986), österreichische Journalistin, Moderatorin und Sprecherin
- Blümel, Gernot (* 1981), österreichischer Politiker (ÖVP)Gernot Blümel (* 1981)

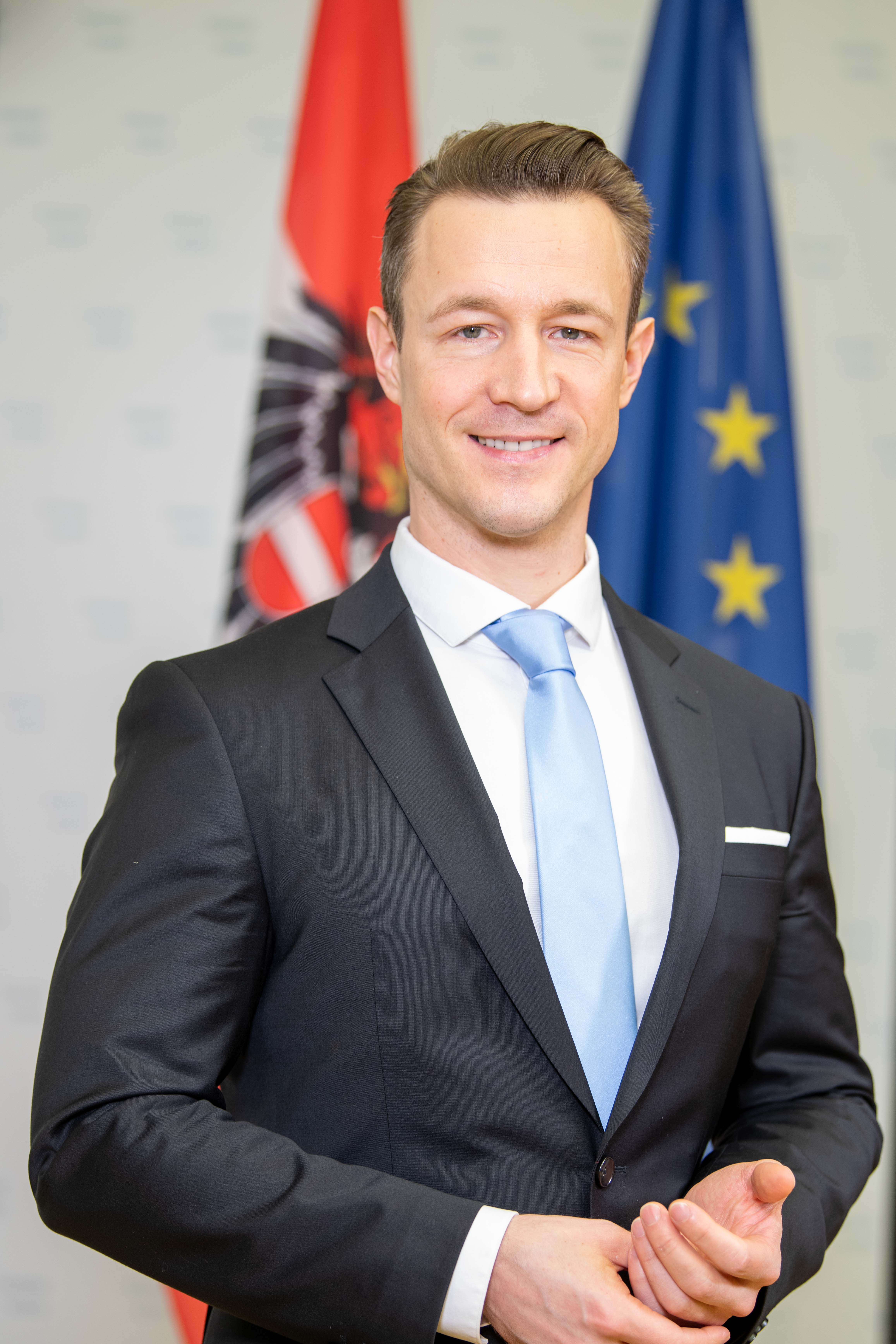
Gernot Blümel (* 1981)

- Blümel, Harry (* 1964), österreichischer Sänger, Moderator, Entertainer und ehemaliger Radrennfahrer
- Blümel, Ina, deutsche Informationswissenschaftlerin
- Blümel, Johann (1890–1959), österreichischer Politiker (SPÖ), Abgeordneter zum Nationalrat
- Blümel, Karl (* 1938), deutscher Bildhauer
- Blümel, Nils (* 1982), deutscher Handballschiedsrichter
- Blümel, Otto (1881–1973), deutscher Möbel- und Produktdesigner
- Blümel, Paul (* 1902), deutscher Bürgermeister
- Blümel, Sabine (* 1958), deutsche Kommunalpolitikerin (parteilos) und Verwaltungsfachfrau
- Blümel, Sandro (* 1990), deutscher Synchronsprecher
- Blümel, Walter (1921–1997), deutscher Maler, Bildhauer und Dichter
- Blümel, Willi (1929–2015), deutscher Rechtswissenschaftler
- Blümel, Wolf Dieter (* 1943), deutscher Geograph und Geomorphologe
- Blümel, Wolfgang (1927–2021), deutscher Eishockeyspieler
- Blümel, Wolfgang (* 1945), deutscher Klassischer Philologe und Epigraphiker
- Blümel, Yara (* 1974), deutsche Schauspielerin und Synchronsprecherin
- Blümelhuber, Michael (1865–1936), österreichischer Stahlschneider und Autor

##### Blumen
- Blumen, Elsa von (1859–1935), US-amerikanische Radsportlerin
- Blumén, Harri (* 1958), finnischer Skispringer
- Blumen, Karl Friedrich von (1784–1857), preußischer Generalmajor, Kommandeur der 10. Landwehr-Brigade
- Blumenau, Henriette (* 1987), deutsche Theaterschauspielerin
- Blumenau, Hermann (1819–1899), deutscher Koloniegründer
- Blumenau, Laurentius († 1484), Humanist, Deutsch-Ordens-Jurist und Kartäuser
- Blumenau, Leonid Wassiljewitsch (1862–1931), russischer Neurologe und Neuropathologe
- Blumenau, Martin (1960–2021), österreichischer Radiomoderator
- Blumenau, Salomon (1825–1904), preußischer Pädagoge und Prediger des Reformjudentums
- Blumenau-Niesel, Jutta (* 1937), deutsche Musikpädagogin
- Blumenauer, Earl (* 1948), US-amerikanischer Politiker
- Blumenbach, Georg Heinrich Wilhelm (1780–1855), Kurfürstlich Hannoverscher und Königlich Hannoverscher Jurist und Politiker, Wirklicher Hof- und Kanzleirat sowie Geheimer Regierungsrat
- Blumenbach, Johann Friedrich (1752–1840), deutscher Anatom und AnthropologeJohann Friedrich Blumenbach (1752–1840)

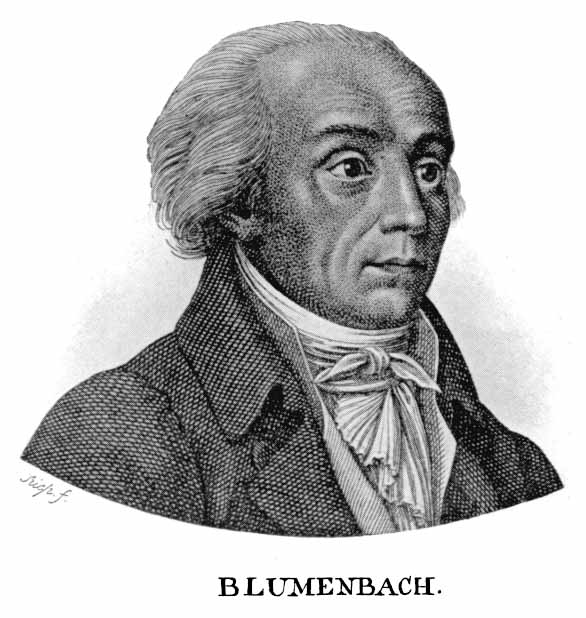
Johann Friedrich Blumenbach (1752–1840)

- Blumenbach, Robert (1822–1914), deutscher Maler und Artillerieoffizier der Hannoverschen Armee
- Blumenbach, Ulrich (* 1964), deutscher literarischer ÜbersetzerUlrich Blumenbach (* 1964)

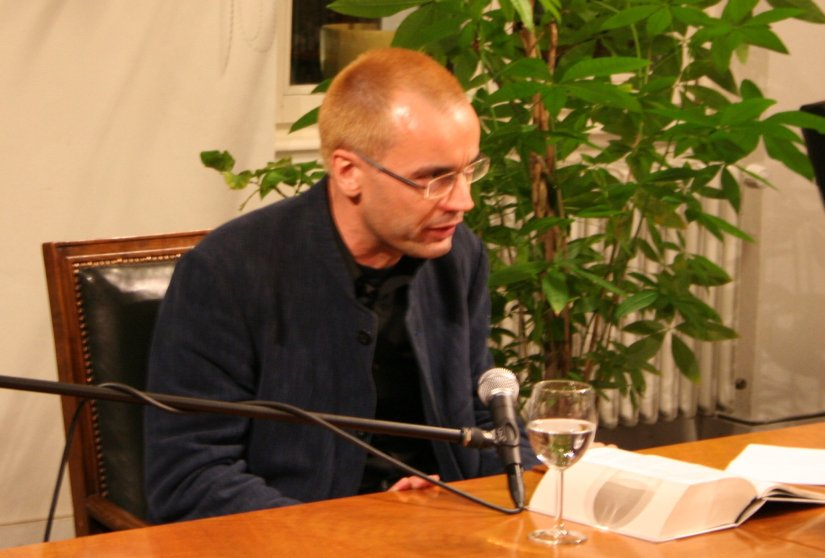
Ulrich Blumenbach (* 1964)

- Blumenbach, Wenzel Carl Wolfgang (1791–1847), österreichischer Statistiker und Geograph
- Blumenberg, Bettina (* 1947), deutsche Schriftstellerin und Übersetzerin
- Blumenberg, Bettina (* 1962), deutsche Hockeynationalspielerin
- Blumenberg, Dieter (1925–2019), deutscher Politiker (SPD), MdL
- Blumenberg, Franz (1869–1940), deutscher Musikdirektor und Komponist
- Blumenberg, Hannelore (* 1934), deutsche Hockeynationalspielerin
- Blumenberg, Hans (1920–1996), deutscher Philosoph
- Blumenberg, Hans-Christoph (* 1947), deutscher Filmkritiker, Drehbuchautor und Filmregisseur
- Blumenberg, Karl-Heinz (1948–2016), deutscher Musiker, Redakteur, Moderator und Medienberater
- Blumenberg, Klaus (* 1941), deutscher Fußballspieler
- Blumenberg, Lisa (* 1964), deutsche Film- und Fernsehproduzentin
- Blumenberg, Tessa (* 2005), deutsche Fußballspielerin
- Blumenberg, Walter (1895–1968), deutscher Hygieniker und Hochschullehrer
- Blumenberg, Werner (1900–1965), deutscher Politiker (SPD) und Historiker
- Blumenberg, Wilhelm (1863–1949), evangelischer Theologe und Pastor
- Blumenblatt, Marla (* 1985), österreichische Sängerin
- Blumencron, Maria (* 1965), österreichische Schauspielerin, Filmemacherin und Autorin
- Blumencron, Maximilian Adam von (* 1612), Militär, Amtmann und Begründer des Adelsgeschlechtes von Blumencron
- Blumenfeld, Alfred (1912–1992), deutscher Diplomat
- Blumenfeld, Benjamin Markowitsch (1884–1947), russischer Schachspieler
- Blumenfeld, Bernhard (1846–1919), deutscher Großhandels-Kaufmann und Reeder
- Blumenfeld, Clara (1889–1978), deutsche Malerin und Illustratorin
- Blumenfeld, Diana (1903–1961), jiddischsprachige Sängerin und Schauspielerin in Polen
- Blumenfeld, Erik (1915–1997), deutscher Kaufmann und Politiker (CDU), MdHB, MdB, MdEPErik Blumenfeld (1915–1997)

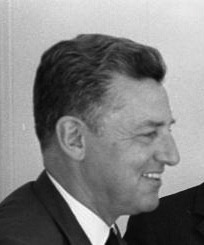
Erik Blumenfeld (1915–1997)

- Blumenfeld, Erwin (1897–1969), deutscher Fotograf
- Blumenfeld, Felix (1873–1942), deutscher Kinderarzt und Opfer des NS-Regimes
- Blumenfeld, Felix Michailowitsch (1863–1931), russischer Komponist, Dirigent und Pianist
- Blumenfeld, Kurt (1884–1963), deutsch-israelischer Zionist
- Blumenfeld, Moses (1821–1902), deutscher Lehrer und Prediger
- Blumenfeld, Mosher Joseph (1904–1988), US-amerikanischer Jurist
- Blumenfeld, Otto (1883–1975), deutscher Reeder, Kaufmann und Kunstsammler
- Blumenfeld, Paul (1901–2001), deutscher Cellist
- Blumenfeld, Ralph David (1868–1948), amerikanisch-britischer Journalist und Zeitungsmanager
- Blumenfeld, Richard (1863–1943), deutscher Unternehmer
- Blumenfeld, Roy (* 1944), US-amerikanischer Rockmusiker
- Blumenfeld, Walter (1882–1967), deutsch-peruanischer Psychologe
- Blumenhagen, Carl Julius (1789–1870), deutscher Dichterjurist
- Blumenhagen, Wilhelm (1781–1839), deutscher Schriftsteller
- Blumenkranz, Bernhard (1913–1989), französischer Judaist und Historiker
- Blumenrath, Peter (* 1984), deutscher Politiker (CDU), MdL
- Blumenreich, Leo (1884–1932), deutscher Kunsthändler, Sammler und Mäzen
- Blumenreich, Paul (1849–1907), Schriftsteller
- Blumenreuter, Carl (1881–1969), deutscher SS-Apotheker
- Blumenröhr, Friedrich (* 1936), deutscher Jurist, Richter am Bundesgerichtshof
- Blumensaadt, Aage (1889–1939), dänischer Maler
- Blumensaat, August (1911–1989), deutscher Langstreckenläufer
- Blumensaat, Georg (1901–1945), deutscher Musiker und Funktionär der Hitlerjugend
- Blumensatt, Hans-Josef (* 1950), deutscher Jurist und ehemaliger hessischer Generalstaatsanwalt
- Blumenschein, Ernest Leonard (1874–1960), US-amerikanischer Landschaftsmaler und Illustrator
- Blumenschein, Gordon (* 1956), kanadisch-deutscher Eishockeyspieler und -trainer
- Blumenschein, Juliana (* 1992), deutsch-brasilianische Jazzmusikerin (Gesang, Komposition)
- Blumenschein, Roman (* 1981), österreichischer Schauspieler
- Blumenschein, Tabea (1952–2020), deutsche Schauspielerin, Regisseurin und AutorinTabea Blumenschein (1952–2020)

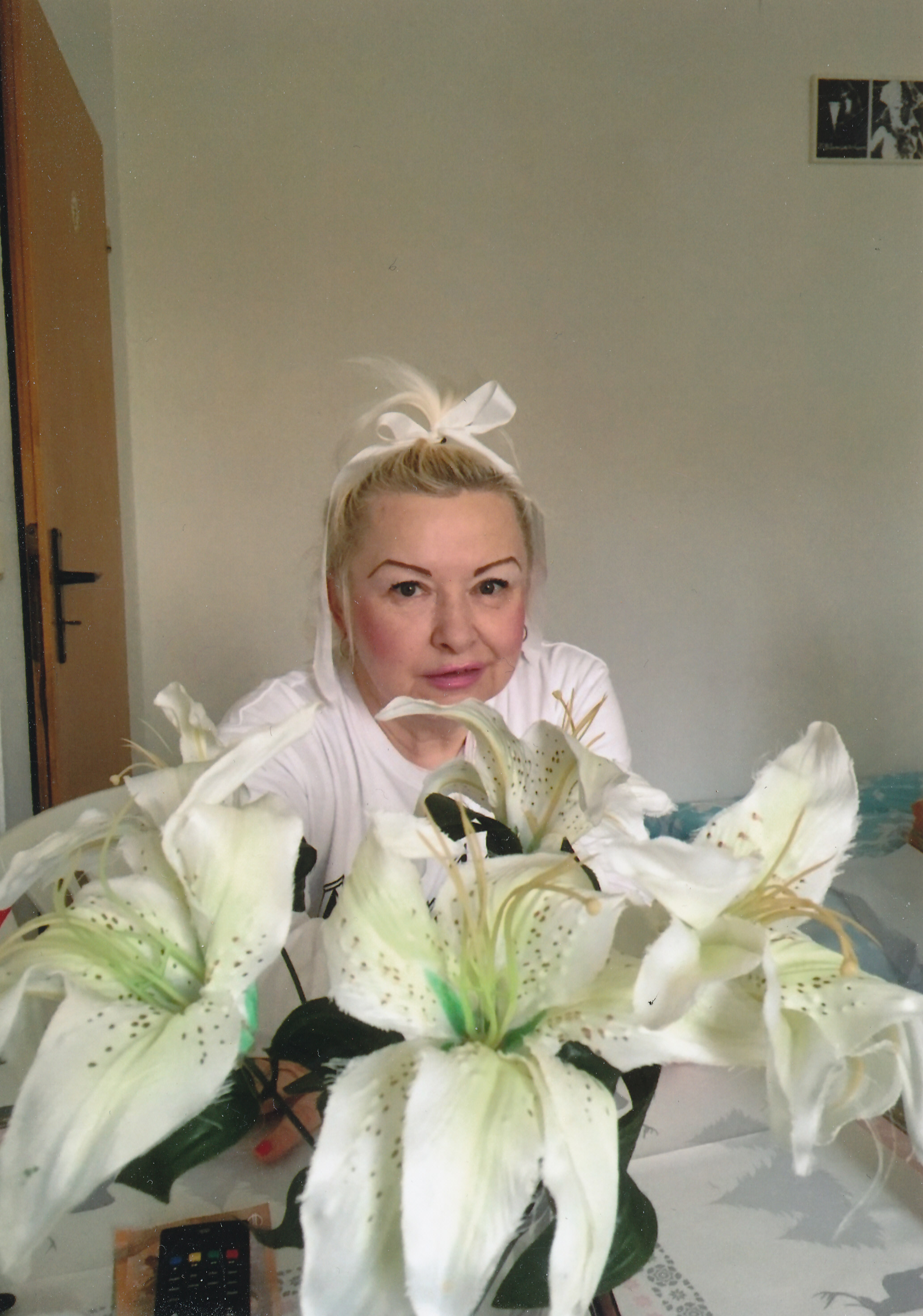
Tabea Blumenschein (1952–2020)

- Blumenschein, Ulrich (* 1929), deutscher Journalist
- Blumenschein, Viviane (* 1969), deutsche Regisseurin und Drehbuchautorin
- Blumenshtein, Gil (* 1990), israelischer Fußballspieler
- Blumenson, Martin (1918–2005), US-amerikanischer Offizier (Oberstleutnant), Militärhistoriker und Sachbuchautor
- Blumenstein, Ellen (* 1976), deutsche Kuratorin
- Blumenstein, Ernst von (1796–1875), Kammerherr, landgräflicher Oberforstmeister, Besitzer der Herrschaft Falkenberg
- Blumenstein, Kathrin (* 1984), deutsche Forstwissenschaftlerin
- Blumenstein, Marianne, deutsche Tischtennisspielerin
- Blumenstein, Wilhelm Johann Maria von (1768–1835), preußischer Generalmajor, Kommandant von Erfurt
- Blumenstein-Steiner, Irene (1896–1984), Schweizer Steuerrechtsexpertin und erste Lehrstuhlinhaberin der Universität Bern
- Blumenstengel, Albrecht (1835–1895), deutscher Komponist, Violinist, Arrangeur und Herausgeber
- Blumenstengel, Carl (1792–1867), deutscher Architekt
- Blumenstetter, Josef (1807–1885), katholischer Geistlicher und Abgeordneter der Frankfurter Nationalversammlung
- Blumenstiel, Georg (1928–2006), deutscher Politiker (SPD, FWG), MdL
- Blumenstock, Johann, deutscher Glockengießer und Stückgießer
- Blumental, Felicja (1908–1991), polnisch-brasilianische Pianistin
- Blumental, Nachman (1902–1983), polnisch-israelischer Historiker
- Blūmentāls, Roberts (1906–1977), lettischer Fußballspieler
- Blumenthal, Adam Ludwig von (1691–1760), preußischer Staats- und Kriegsminister, Ritter des Schwarzen Adlerordens
- Blumenthal, Albert von (1797–1860), preußischer Generalleutnant
- Blumenthal, Albrecht von (1889–1945), deutscher Klassischer Philologe
- Blumenthal, Antje (* 1947), deutsche Politikerin (CDU), MdHB, MdB
- Blumenthal, Arthur (1874–1939), deutscher Gynäkologe
- Blumenthal, Arvid (1925–2006), lettisch-australischer Krokodiljäger und Schriftsteller
- Blumenthal, Bernhard (* 1920), deutscher Ökonom und Hochschullehrer
- Blumenthal, Bob (* 1945), US-amerikanischer Jazz-Autor
- Blumenthal, Christian (* 1979), deutscher römisch-katholischer Theologe
- Blumenthal, Christoph Caspar von (1638–1689), brandenburgischer Diplomat
- Blumenthal, Daniel (1860–1930), deutscher Jurist und Politiker, MdR, Bürgermeister
- Blumenthal, Daniel (* 1952), amerikanischer Pianist
- Blumenthal, Elias (1790–1859), preußischer Generalmajor
- Blumenthal, Elke (1938–2022), deutsche Ägyptologin
- Blumenthal, Erik (1914–2004), deutscher Psychologe, Dipl. Graphologe und Psychotherapeut
- Blumenthal, Ferdinand (1870–1941), deutscher Onkologe
- Blumenthal, Florence (1873–1930), US-amerikanische Philanthropin
- Blumenthal, Franz (1878–1971), deutsch-US-amerikanischer Dermatologe
- Blumenthal, Georg (1872–1929), deutscher Schriftsteller und Herausgeber mehrerer Zeitschriften
- Blumenthal, Georg (1888–1964), deutscher Mediziner, Augenarzt, Mikrobiologe, Bakteriologe, Serologe, Immunologe
- Blumenthal, Georg Ewald von (1722–1784), preußischer Generalmajor, Chef des Infanterieregiments Nr. 55, Erbherr auf Eysow und Kummerzin
- Blumenthal, Georg von (1490–1550), Bischof der Bistümer Lebus und Ratzeburg
- Blumenthal, Gerda Renée (1923–2004), deutsch-amerikanische Romanistin
- Blumenthal, Hans von (1722–1788), preußischer Oberstleutnant, Kommandeur der Garde du Corps, Oberhofmeister den Prinzen Friedrich Heinrich Karl von Preußen
- Blumenthal, Hans-Herbert (* 1948), deutscher Fußballspieler
- Blumenthal, Hans-Jürgen Graf von (1907–1944), deutscher Offizier und WiderstandskämpferHans-Jürgen Graf von Blumenthal (1907–1944)

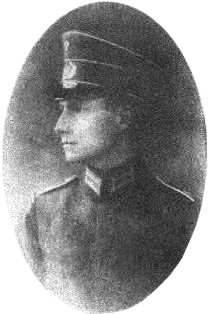
Hans-Jürgen Graf von Blumenthal (1907–1944)

- Blumenthal, Heinrich (1804–1881), deutsch-baltischer Mediziner und Hochschullehrer
- Blumenthal, Heinrich (1824–1901), deutscher Maschinenbaufabrikant und Bauunternehmer
- Blumenthal, Heinrich Georg von (1716–1756), preußischer Major
- Blumenthal, Heinrich von (1765–1830), deutscher Politiker, Oberbürgermeister von Magdeburg
- Blumenthal, Heinrich von (1815–1892), preußischer General der Infanterie
- Blumenthal, Henry (1911–1987), deutschamerikanischer Historiker
- Blumenthal, Henry J. (1936–1998), britischer Altphilologe
- Blumenthal, Herman A. (1916–1986), US-amerikanischer Artdirector und Szenenbildner
- Blumenthal, Hermann (* 1880), österreichischer Schriftsteller, Herausgeber, Journalist, Übersetzer und Theaterkritiker
- Blumenthal, Hermann (1903–1941), deutscher Bibliothekar
- Blumenthal, Hermann (1905–1942), deutscher Bildhauer
- Blumenthal, Heston (* 1966), britischer GastronomHeston Blumenthal (* 1966)

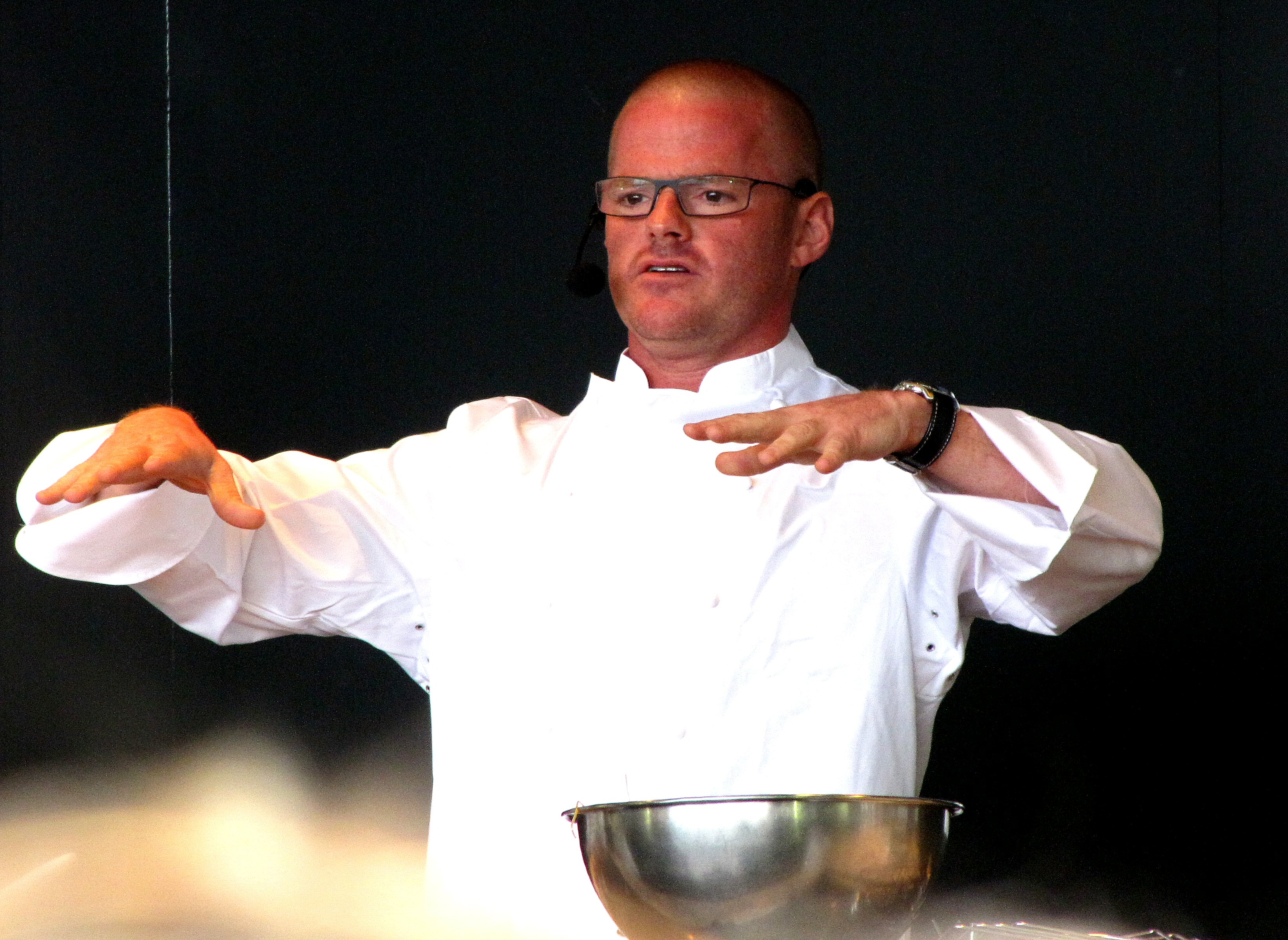
Heston Blumenthal (* 1966)

- Blumenthal, Ina (* 1981), deutsche Politikerin (SPD), MdL NRW
- Blumenthal, Irene (1913–2005), deutsche Ärztin
- Blumenthal, Jakob (1829–1908), deutscher Pianist und Komponist
- Blumenthal, Joachim Christian von (1720–1800), preußischer Politiker, Minister beim Generaldirektorium
- Blumenthal, Joachim Friedrich von (1607–1657), brandenburgischer und kaiserlicher Staatsmann
- Blumenthal, Johann Heinrich (1734–1804), deutsch-baltischer Mediziner und Theologe
- Blumenthal, Johann Heinrich (1895–1964), österreichischer Offizier, Jurist und Militärwissenschaftler
- Blumenthal, Joseph Levy (1819–1898), deutscher Kaufmann, Frankfurter Kommunalpolitiker
- Blumenthal, Joseph von (1782–1850), österreichischer Geiger, Bratschist und Komponist
- Blumenthal, Julia von (* 1970), deutsche Politikwissenschaftlerin
- Blumenthal, Karl (1866–1944), deutscher Fotograf, königlich württembergischer Hoffotograf in Wildbad
- Blumenthal, Karl von (1811–1903), preußischer Generalmajor
- Blumenthal, Karsten (* 1968), deutscher Fernseh- und Hörfunkmoderator und Schauspieler
- Blumenthal, Leonard (1901–1984), US-amerikanischer Mathematiker
- Blumenthal, Leonhard von (1810–1900), preußischer Generalfeldmarschall
- Blumenthal, Lieselotte (1906–1992), deutsche Germanistin
- Blumenthal, Loraine (* 1983), deutsche Dokumentarfilm-Regisseurin, -Produzentin und -Autorin
- Blumenthal, Louise Johanne Leopoldine von (1742–1808), preußische Hofdame und Biographin
- Blumenthal, Lyn (1949–1988), US-amerikanische Videokünstlerin und Autorin
- Blumenthal, Malik (* 1992), deutscher Theater- und Filmschauspieler
- Blumenthal, Maria Theresia Isabella von (1712–1782), Philanthropin und Oberhofmeisterin von Wilhelmine von Preußen
- Blumenthal, Marina, argentinische Theaterschauspielerin, Moderatorin, Produzentin und Model
- Blumenthal, Maryam (* 1985), deutsche Politikerin (Bündnis 90/Die Grünen), MdHB
- Blumenthal, Max (* 1977), US-amerikanischer Autor, Journalist, Blogger und FilmemacherMax Blumenthal (* 1977)

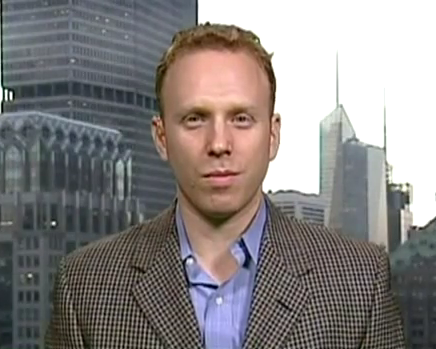
Max Blumenthal (* 1977)

- Blumenthal, Maximilian (1856–1910), deutscher Historiker und Bibliothekar
- Blumenthal, Michael C. (* 1949), US-amerikanischer Rechtswissenschaftler und Schriftsteller
- Blumenthal, Monica (1930–1981), deutsch-US-amerikanische Psychiaterin und Hochschullehrerin
- Blumenthal, Oscar (1852–1917), deutscher Schriftsteller
- Blumenthal, Otto (1876–1944), deutscher Mathematiker
- Blumenthal, P. J. (* 1946), amerikanischer Philologe, Schriftsteller, Übersetzer und Journalist
- Blumenthal, Paul (1843–1930), deutscher Organist, Komponist und Königlicher Musikdirektor in Frankfurt (Oder)
- Blumenthal, Paul (* 1955), Schweizer Bahnmanager und ehemaliger Leiter der Division Personenverkehr der Schweizerischen Bundesbahnen
- Blumenthal, Peter (* 1945), deutscher Romanist, Mediävist und Sprachwissenschaftler
- Blumenthal, Renzo (* 1976), Schweizer Model, Mister Schweiz des Jahres 2005
- Blumenthal, Richard (* 1946), US-amerikanischer Jurist und Politiker der Demokratischen ParteiRichard Blumenthal (* 1946)

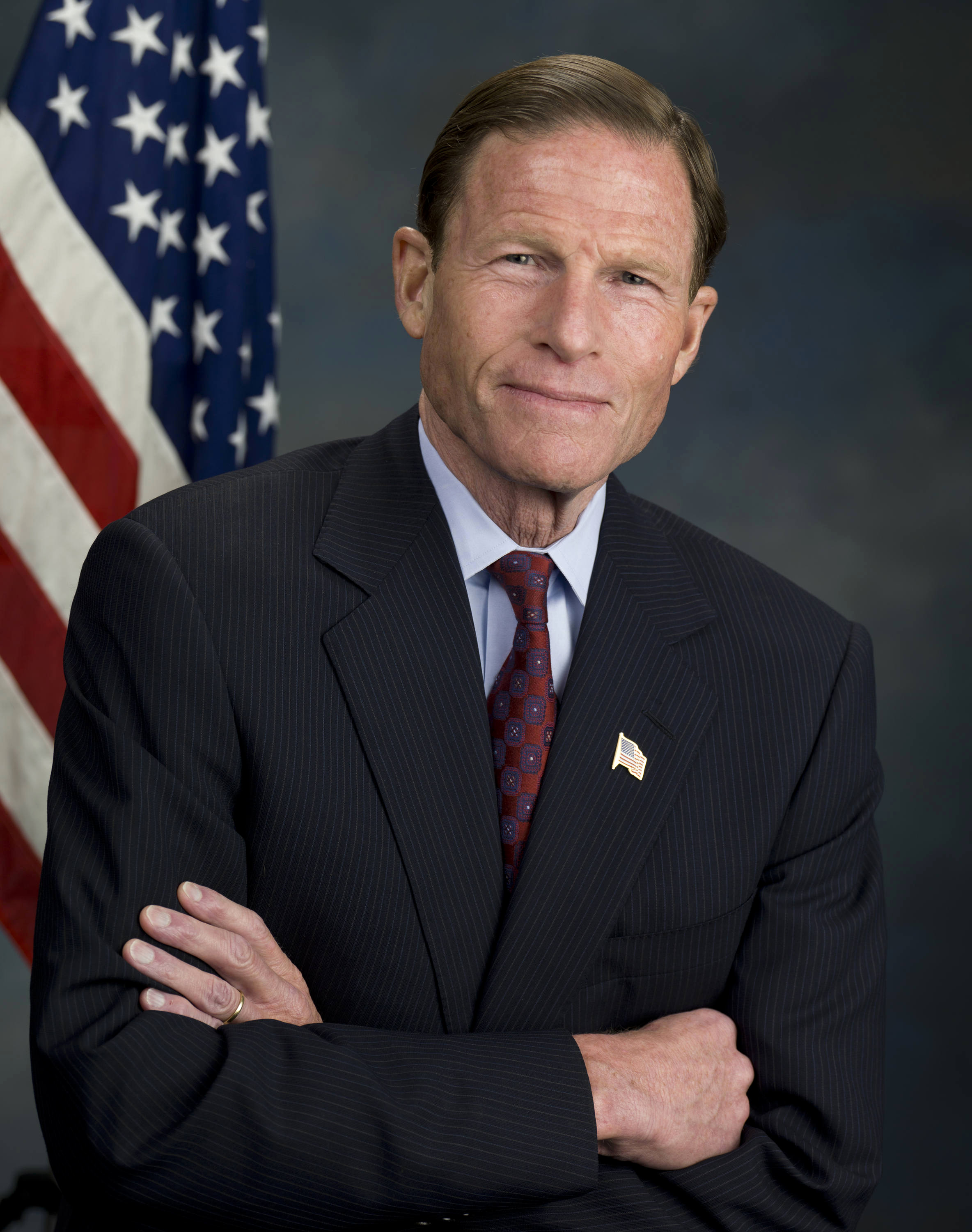
Richard Blumenthal (* 1946)

- Blumenthal, Robert von (1806–1892), preußischer Beamter, Regierungspräsident in Danzig (1840–1863) und in Sigmaringen (1863–1873)
- Blumenthal, Sebastian (* 1974), deutscher Politiker (FDP), MdB
- Blumenthal, Susanne (* 1975), deutsche Pianistin und Dirigentin
- Blumenthal, Thomas (* 1958), deutscher klassischer Gitarrist und Musikpädagoge
- Blumenthal, Uli, deutscher Wissenschafts- und Hörfunkjournalist
- Blumenthal, Uta-Renate (1935–2025), deutsche HistorikerinUta-Renate Blumenthal (1935–2025)

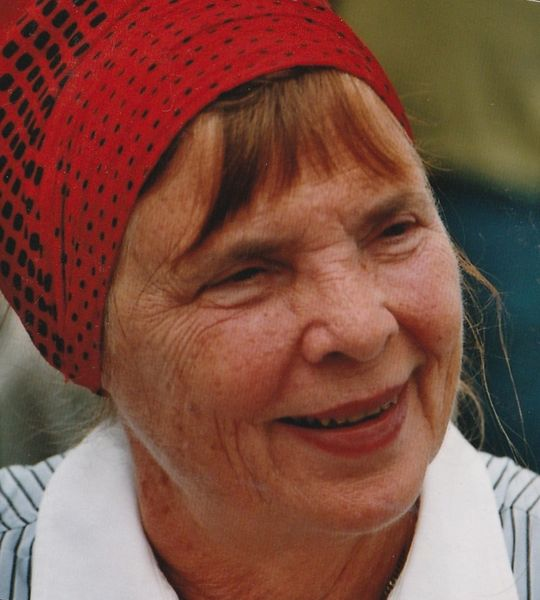
Uta-Renate Blumenthal (1935–2025)

- Blumenthal, Viktor von (* 1940), deutscher Erziehungswissenschaftler
- Blumenthal, W. Michael (* 1926), US-amerikanischer Manager, Politiker (Demokratische Partei), Direktor des Jüdischen Museums Berlin
- Blumenthal-Suckow, Werner von (1815–1883), Rittergutsbesitzer, Reichstagsabgeordneter
- Blumenthal-Weiss, Ilse (1899–1987), deutschsprachige Lyrikerin
- Blumenthaler, Volker (* 1951), deutscher Komponist
- Blumentrath, Max (* 1986), deutscher Jazzmusiker (Klavier, Hammond-Orgel, Arrangement)
- Blumentritt, Ferdinand (1853–1913), österreichischer Ethnograph, Lehrer und Gymnasialdirektor in Leitmeritz
- Blumentritt, Günther (1859–1941), deutscher Architekt und bayerischer Baubeamter
- Blumentritt, Günther (1892–1967), deutscher General der Infanterie im Zweiten Weltkrieg
- Blumentritt, Klaus (* 1941), deutscher Politiker, Bundesbeauftragter für Asylangelegenheiten
- Blumentritt, Reiner (1943–2019), deutscher Kommunalpolitiker (CDU) und Hobbyarchäologe
- Blumentritt, Volker (* 1946), deutscher Politiker (SPD), MdB
- Blumentrost, Heinrich V. († 1455), deutscher Zisterzienserabt
- Blumentrost, Johann Deodat (1676–1756), russischer Mediziner
- Blumentrost, Laurentius der Ältere (1619–1705), deutscher Mediziner
- Blumentrost, Laurentius der Jüngere (1692–1755), russischer Mediziner
- Blumenwitz, Dieter (1939–2005), deutscher Staats- und Völkerrechtler

##### Blumep
- Blumepeter (1875–1940), Mannheimer Blumenverkäufer und StadtoriginalBlumepeter (1875–1940)

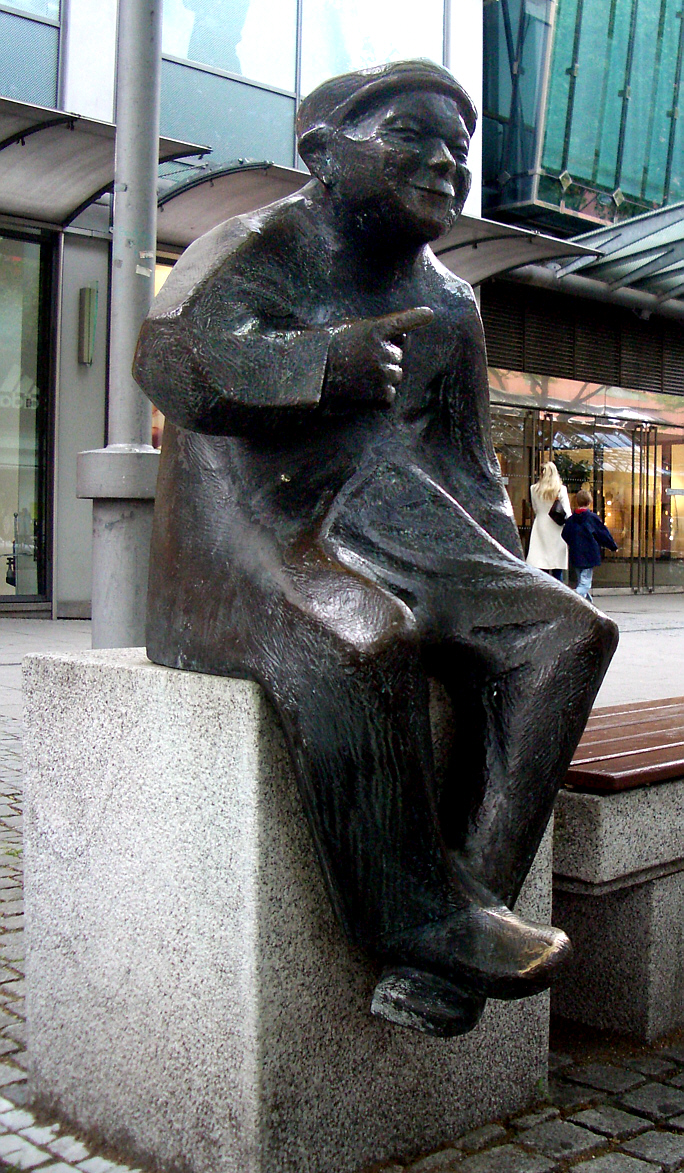
Blumepeter (1875–1940)

##### Blumer
- Blumer, Conrad (1817–1882), Schweizer Textilunternehmer
- Blumer, David (* 1986), Schweizer Fussballstürmer
- Blumer, Didi (1883–1973), Schweizer Hauswirtschaftslehrerin
- Blumer, Dieter, Schweizer Badmintonspieler
- Blumer, Eduard (1848–1925), Schweizer Politiker
- Blumer, Fridolin (1657–1746), 18. Glarner Landvogt zu Baden
- Blumer, Fridolin (* 1984), Schweizer Jazz- und Improvisationsmusiker (Kontrabass)
- Blümer, Gustav, deutscher Architekt und kommunaler Baubeamter
- Blumer, Herbert (1900–1987), US-amerikanischer Soziologe
- Blumer, Hermann (* 1943), Schweizer Zimmermann und Holzbauingenieur
- Blumer, Johann Jakob (1819–1875), Schweizer Jurist, Autor und Präsident des Schweizer Bundesgerichts
- Blümer, Johannes (* 1955), deutscher Experimentalphysiker und Universitätsprofessor
- Blumer, Leonhard (1844–1905), Schweizer Unternehmer und Politiker
- Blumer, Leonhard (1878–1938), estnischer Missionar und Sprachforscher
- Blumer, Liselotte (* 1957), Schweizer Badmintonspielerin
- Blumer, Othmar (1848–1900), Schweizer Industrieller und Politiker
- Blumer, Ruedi (* 1957), Schweizer Politiker (SP)
- Blumer, Samuel (1881–1959), Schweizer Unternehmer
- Blumer, Stacey (* 1969), US-amerikanische Freestyle-Skisportlerin
- Blumer, Theodor (1881–1964), deutscher Kapellmeister, Komponist
- Blumer, Walter (1888–1987), Schweizer Vermessungsingenieur, Kartograf und Kartensammler
- Blümer, Wilhelm (* 1959), deutscher Klassischer Philologe
- Blumer-Egloff, Johannes (1835–1928), Schweizer Unternehmer, Numismatiker und freisinniger Politiker
- Blumer-Marcus, Maly (1906–1975), Schweizer Malerin und Illustratorin
- Blumers, Ian, deutscher Kameramann
- Blumert, Fritz (* 1928), deutscher Fußball-Torwart

##### Blumes
- Blumesberger, Susanne (* 1969), österreichische Germanistin und Bibliothekarin

#### Blumf
- Blumfeld, Serafin von († 1866), österreichischer Beamter und Politiker, Landtagsabgeordneter
- Blumfeldt, Evald (1902–1981), estnischer Historiker und Archivar

#### Blumg
- Blumgrund, Erika (1924–2016), slowakisch-argentinische Schriftstellerin, Journalistin, Übersetzerin und Malerin

#### Blumh
- Blumhagen, Doreen (* 1984), deutsche Religionspädagogin und Sachbuchautorin
- Blumhagen, Günter (1930–1996), deutscher Orchester- und Chorleiter, Musikwissenschaftler
- Blumhagen, Hugo (1875–1963), deutscher Kolonial- und Ministerialbeamter
- Blumhagen, Lothar (1927–2023), deutscher Schauspieler und SynchronsprecherLothar Blumhagen (1927–2023)

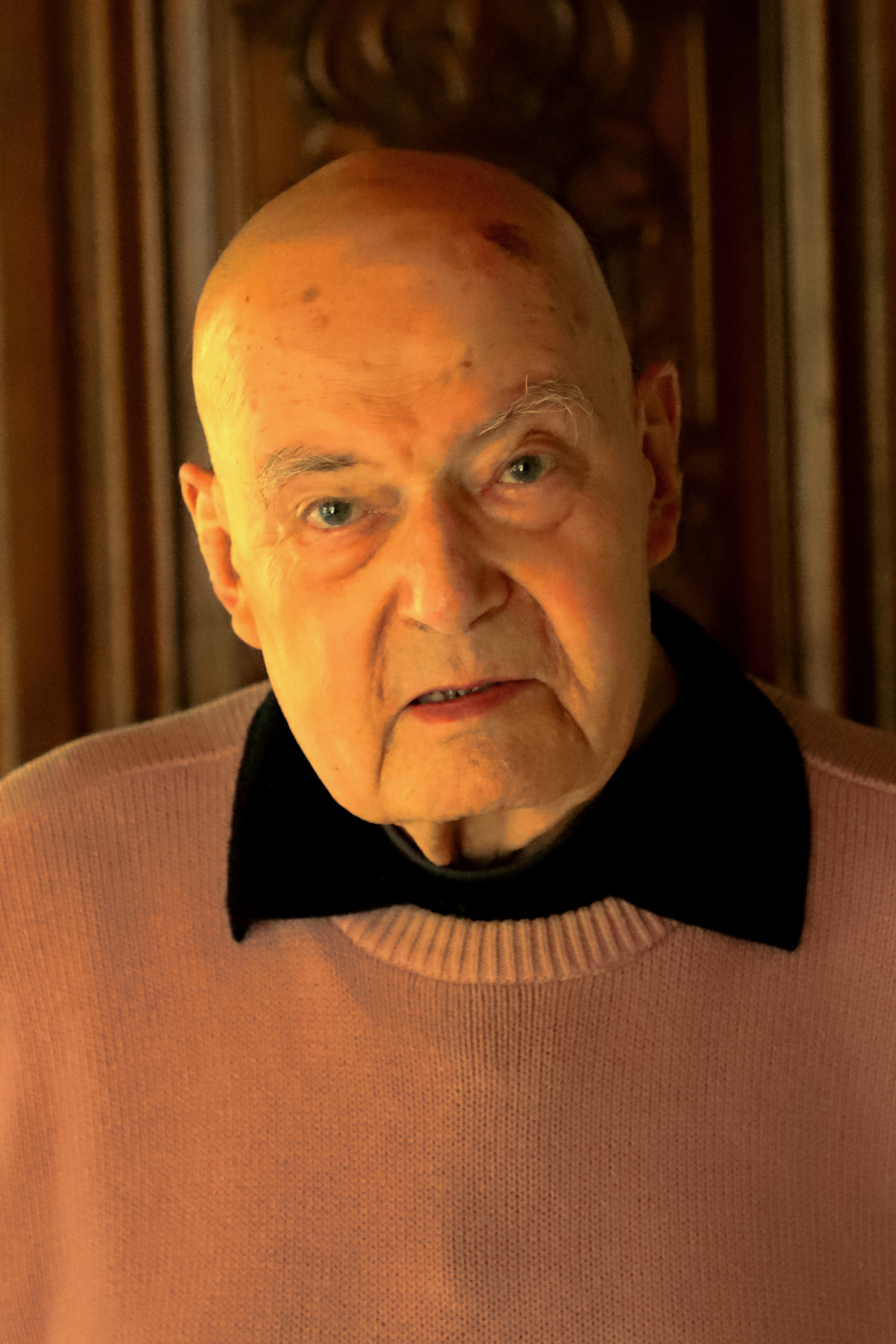
Lothar Blumhagen (1927–2023)

- Blumhagen, Matthias (* 1951), deutscher Fotograf
- Blumhagen, Michael (* 1958), deutscher Bildhauer, Galerist und Oppositioneller
- Blumhagen, Vanessa (* 1977), deutsche Journalistin
- Blumhardt, Christian Gottlieb (1779–1838), deutscher evangelischer Theologe und Mitbegründer der Basler Mission
- Blumhardt, Christoph (1842–1919), württembergischer Theologe und Pfarrer
- Blumhardt, Doreen (1914–2009), neuseeländische Töpferin, Fotografin und Kunstpädagogin
- Blumhardt, Johann Christoph (1805–1880), Pfarrer der württembergischen Erweckungsbewegung, evangelischer Theologe und Kirchenlieddichter

#### Blumi
- Blümich, Max (1886–1942), deutscher Schachmeister
- Blümich, Walter (1888–1950), deutscher Jurist, Herausgeber und Autor
- Blumin, Marina Maximilian (* 1987), israelische Sängerin, Songwriterin und Schauspielerin
- Blumina, Elisaveta, Pianistin in St. Petersburg und Berlin
- Bluming, Jon (1933–2018), niederländischer Meister der japanischen Kampfkünste

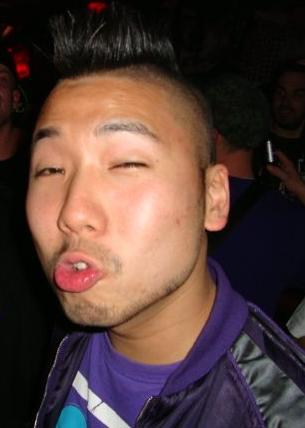
Blumio (* 1985)

- Blumio (* 1985), deutscher RapperBlumio (* 1985)

#### Blumk
- Blümke, Friedrich (1898–1944), deutscher Generalmajor im Zweiten Weltkrieg
- Blümke, Ludwig (1849–1929), preußischer Verwaltungsjurist und Landrat
- Blumkin, Rose (1893–1998), US-amerikanische Unternehmerin russischer Abstammung

#### Bluml
- Blüml, Georg, deutscher Theater- und Opernregisseur
- Blüml, Minna (* 1920), deutsche Rennrodlerin
- Blüml, Rudolf (1898–1966), österreichischer Priester
- Blümle, Ernst-Bernd (1932–2008), deutsch-schweizerischer Ökonom
- Blümle, Gerold (* 1937), deutscher Wirtschaftswissenschaftler
- Blumlein, Alan (1903–1942), britischer Erfinder
- Blümlein, Günter (1943–2001), deutscher Unternehmer
- Blumlein, Michael (1948–2019), US-amerikanischer Schriftsteller

#### Blumm
- Blümm, Ferdinand (1768–1823), deutscher Klassischer Philologe, Priester und Hochschullehrer
- Blümm, Oskar (1884–1951), deutscher Generalleutnant im Zweiten Weltkrieg
- Blummenfelt, Kristian (* 1994), norwegischer TriathletKristian Blummenfelt (* 1994)

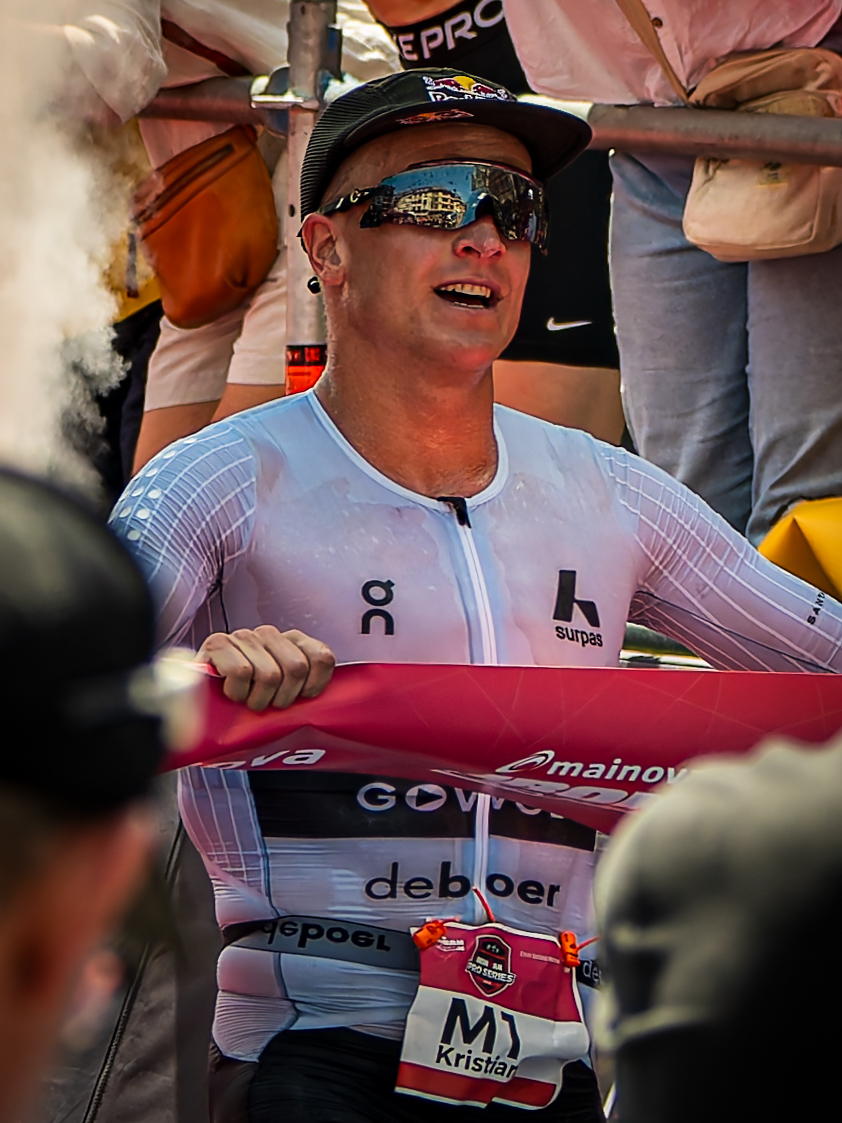
Kristian Blummenfelt (* 1994)

- Blümml, Emil Karl (1881–1925), österreichischer Volksliedforscher und Musikschriftsteller

#### Blumn
- Blümner, Bettina (* 1975), deutsche Regisseurin und Drehbuchautorin
- Blümner, Ernst (1779–1815), sächsischer Legationsrat und Rittergutsbesitzer
- Blümner, Heinrich (1765–1839), deutscher Jurist und Mäzen
- Blümner, Hugo (1844–1919), deutscher Archäologe und Altphilologe
- Blümner, Johann Gottfried (1724–1798), kurfürstlich-sächsischer Kommissionsrat und Kreisamtmann zu Leipzig sowie Rittergutsbesitzer
- Blümner, Johann Gottlieb (1763–1837), deutscher Beamter
- Blumner, Martin (1827–1901), deutscher Komponist und Musiktheoretiker
- Blümner, Max (1867–1946), sächsischer Oberst und Schriftsteller
- Blümner, Rudolf (1873–1945), deutscher Schauspieler, Rezitator, Lyriker und Essayist

#### Blumo
- Blumofe, Robert D. (* 1964), US-amerikanischer Informatiker
- Blumofe, Robert F. (1909–2003), US-amerikanischer Filmproduzent
- Blumöhr, Martin (* 1981), deutscher Künstler

#### Blumr
- Blumreich, Ludwig (1872–1932), deutscher Gynäkologe
- Blumreiter, Georg (* 1961), deutscher SchauspielerGeorg Blumreiter (* 1961)

Georg Blumreiter (* 1961)

- Blumrich, Josef (1865–1949), österreichischer Lehrer und naturwissenschaftlicher Heimatforscher
- Blumröder, Adolf von (1819–1894), preußischer Generalleutnant
- Blumröder, August (1776–1860), deutscher Offizier, Publizist und Abgeordneter
- Blumröder, Christoph von (* 1951), deutscher Musikwissenschaftler und Hochschullehrer
- Blumröder, Gustav (1802–1853), deutscher Arzt, Psychiater, Politiker und Schriftsteller
- Blumröder, Hans-Adolf von (1904–1992), deutscher Offizier
- Blumröder, Johann Samuel Ferdinand (1793–1878), evangelisch-lutherischer Geistlicher in Thüringen

#### Blums
- Blūms, Jānis (* 1982), lettischer Basketballspieler
- Blūms, Mārtiņš (* 1995), lettischer Radrennfahrer
- Blumstein, Alfred (* 1930), US-amerikanischer Systemanalytiker und Kriminologe
- Blumstein, Johannes († 1437), Waldenser im Umfeld des Straßburger Waldenserprozess 1400/1401
- Blumstein, Scott (* 1992), US-amerikanischer Pokerspieler
- Blumstengel, Karl Gustav (1844–1913), deutscher Lehrer, Pfarrer und Autor
- Blumsztajn, Seweryn (* 1946), polnischer Oppositioneller und Journalist

### Blun
- Blun, Georges (* 1893), Schweizer Widerstandskämpfer gegen Nazi-Deutschland, Kopf George-Blun-Gruppe (Rote Drei)
- Blunck, Aaron (* 1996), US-amerikanischer Freestyle-Skisportler
- Blunck, Andreas (1871–1933), deutscher Jurist und Politiker (DDP), MdHB, MdR
- Blunck, August (1858–1946), deutscher Architekt und Maler
- Blunck, Christian (* 1968), deutscher HockeyspielerChristian Blunck (* 1968)

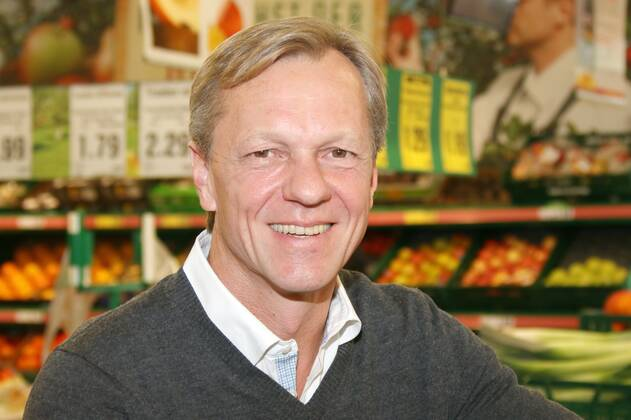
Christian Blunck (* 1968)

- Blunck, Detlev Conrad (1798–1853), deutscher Maler
- Blunck, Erich (1872–1950), deutscher Architekt, Denkmalpfleger und Hochschullehrer
- Blunck, Greta (* 1938), deutsche Feldhockeytrainerin und ehemalige -spielerin
- Blunck, Hans (1885–1958), deutscher Phytomediziner
- Blunck, Hans Friedrich (1888–1961), deutscher Jurist und Schriftsteller
- Blunck, Heinrich (1891–1963), norddeutscher Maler und Lithograf
- Blunck, Lars (* 1970), deutscher Kunsthistoriker
- Blunck, Lieselott (* 1942), deutsche Politikerin (SPD), MdB
- Blunck, Max (1887–1957), deutscher Rechtsanwalt
- Blunck, Øivind (* 1950), norwegischer Film- und Theaterschauspieler und Komiker
- Blunck, Richard (1873–1948), deutscher Architekt und kommunaler Baubeamter
- Blunck, Therese (1875–1942), deutsche Fürsorgerin
- Blunck, Timo (* 1962), deutscher Komponist, Texter, Produzent, Bassist und SängerTimo Blunck (* 1962)

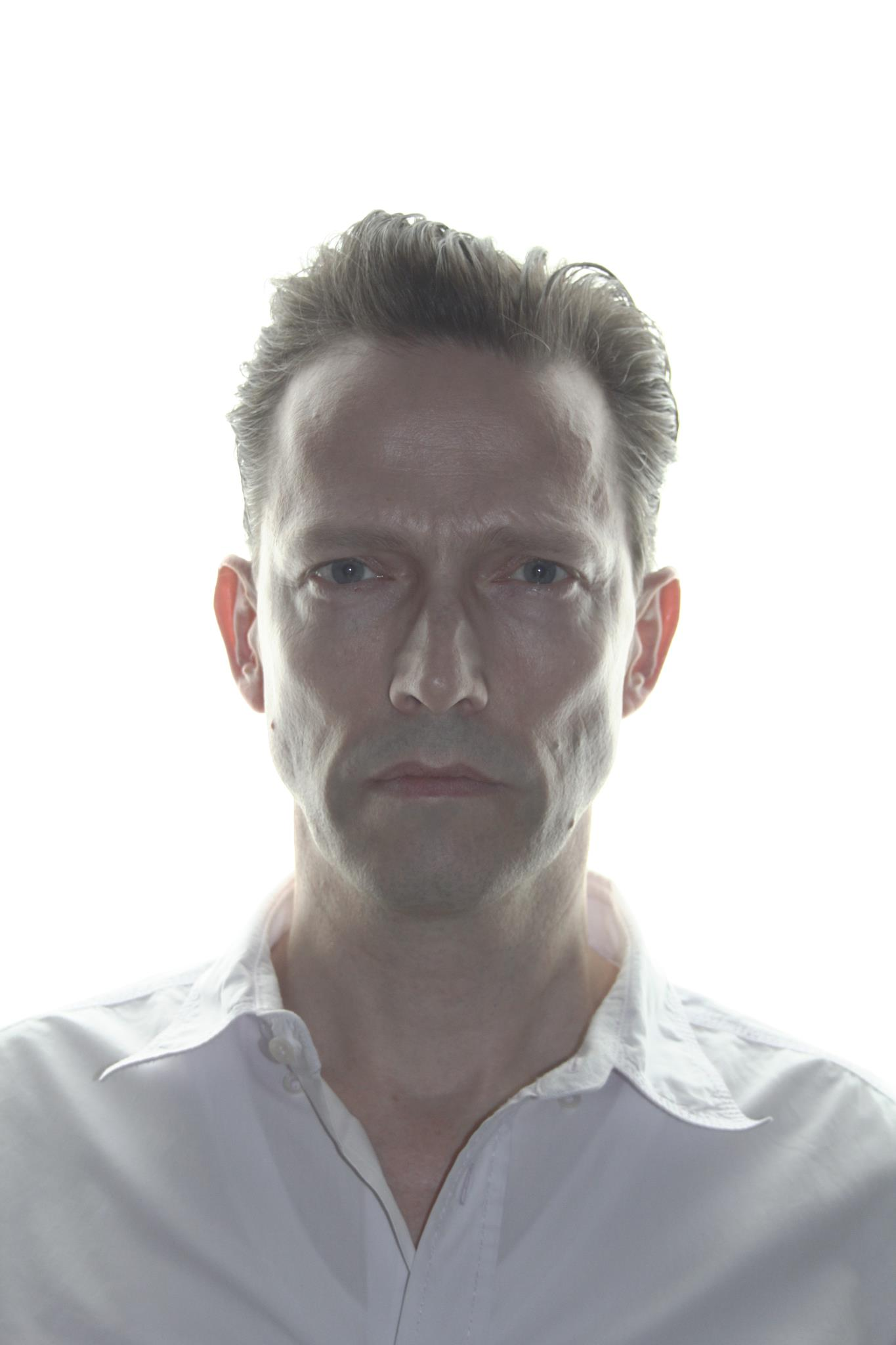
Timo Blunck (* 1962)

- Blunck, Werner (1901–1988), deutscher Politiker (FDP), MdL
- Blund, John († 1248), englischer Philosoph und Scholastiker, Kanzler der Kathedrale von York
- Blund, Richard, englischer Geistlicher, Bischof von Exeter
- Blundell, Christine (* 1961), britische Maskenbildnerin
- Blundell, Denis (1907–1984), neuseeländischer Rechtsanwalt, Soldat und der 12. Generalgouverneur von Neuseeland (1972–1977)
- Blundell, Henry (1813–1878), irischer Journalist und Gründer der "The Evening Post" in Wellington, Neuseeland
- Blundell, James (1790–1878), englischer Gynäkologe, Professor für Physiologie und Geburtshilfe
- Blundell, Jenny (* 1994), australische Langstreckenläuferin
- Blundell, Judy (* 1956), US-amerikanische Jugendbuchautorin
- Blundell, Mark (* 1966), britischer AutomobilrennfahrerMark Blundell (* 1966)

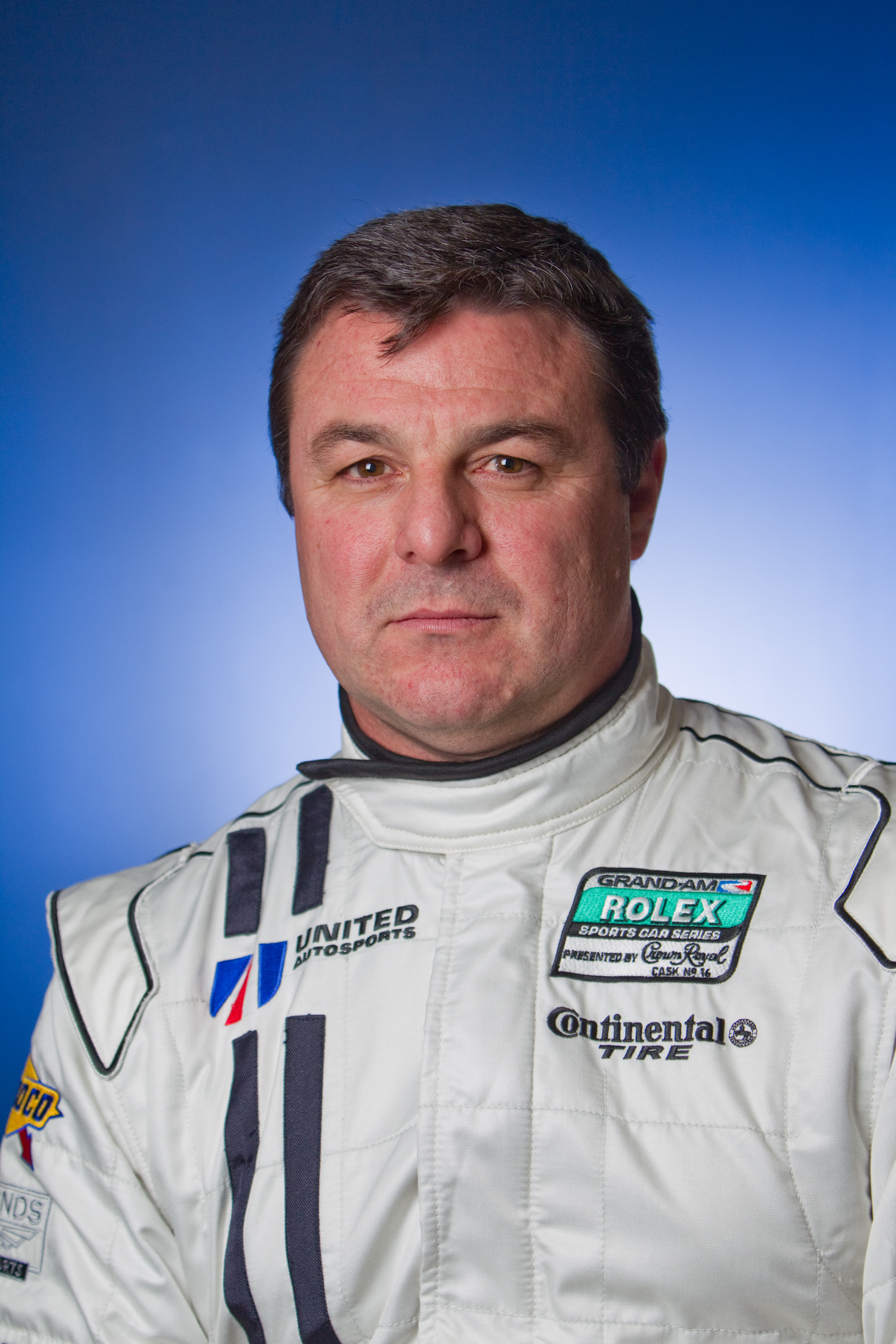
Mark Blundell (* 1966)

- Blundell, Richard W. (* 1952), britischer Ökonom
- Blunden, Edmund (1896–1974), englischer Dichter
- Blunden, Mike (* 1986), kanadischer Eishockeyspieler und -scout
- Blunder, Robert (* 1957), österreichischer Schriftsteller, Betriebswirt und Hochschullehrer
- Blünegger, Anton (* 1940), österreichischer Arbeiter und Politiker (FPÖ), Abgeordneter zum Nationalrat
- Blunier, Joel (* 1974), Schweizer Politiker (EVP)
- Blunier, Stefan (* 1964), Schweizer Dirigent und Pianist
- Blunk, Michaela (* 1943), deutsche Politikerin (FDP), MdB
- Blunk, Paul (1880–1947), deutscher Jurist und Landeshauptmann in Ostpreußen (1928–1936)
- Blunk, Savilia (* 1999), US-amerikanische Radrennfahrerin
- Blunk, Wilhelm (1902–1975), deutscher Fußballspieler
- Blunkett, David (* 1947), britischer Politiker (Labour), Mitglied des House of Commons, Innenminister
- Blunschy, Dominik (* 1987), Schweizer Politiker
- Blunschy, Elisabeth (1922–2015), Schweizer Juristin und Politikerin
- Blunstone, Colin (* 1945), britischer Sänger
- Blunstone, Frank (* 1934), englischer Fußballspieler und -trainer
- Blunt, Alison (* 1971), britische Improvisationsmusikerin (Geige) und Komponistin
- Blunt, Anne, 15. Baroness Wentworth (1837–1917), britische Peeress und Gestütsgründerin
- Blunt, Anthony (1907–1983), britischer Kunsthistoriker und Spion
- Blunt, Crispin (* 1960), britischer Politiker der Conservative Party
- Blunt, Edmund March (1770–1862), US-amerikanischer Kartograph, Hydrograph und Verleger
- Blunt, Emily (* 1983), britisch-US-amerikanische SchauspielerinEmily Blunt (* 1983)

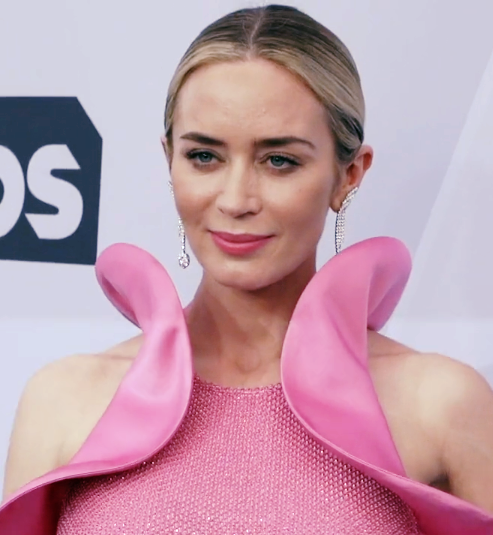
Emily Blunt (* 1983)

- Blunt, Giles (* 1952), kanadischer Autor
- Blunt, James (* 1974), britischer Singer-Songwriter
- Blunt, James G. (1826–1881), US-amerikanischer Arzt und Abolitionist
- Blunt, Keith (1939–2016), englischer Fußballtrainer
- Blunt, Matt (* 1970), US-amerikanischer Politiker
- Blunt, Robbie, britischer Rockgitarrist
- Blunt, Roy (* 1950), US-amerikanischer Politiker
- Blunt, Susanna (* 1941), kanadische Porträtkünstlerin
- Blunt, Tyreese (* 2002), deutsch-US-amerikanischer Basketballspieler
- Blunt, Wilfrid Jasper Walter (1901–1987), britischer Kunsthistoriker
- Blunt, Wilfrid Scawen (1840–1922), britischer Poet und Schriftsteller
- Blunt-Lytton, Judith, 16. Baroness Wentworth (1873–1957), britische Aristokratin, Züchterin arabischer Pferde und Tennisspielerin
- Blunts, Dave (* 2001), US-amerikanischer Rapper, Sänger und Songwriter
- Bluntschli, Alfred Friedrich (1842–1930), Schweizer Architekt
- Bluntschli, Hans (1877–1962), Schweizer Anatom
- Bluntschli, Johann Caspar (1808–1881), Schweizer Rechtswissenschaftler und PolitikerJohann Caspar Bluntschli (1808–1881)

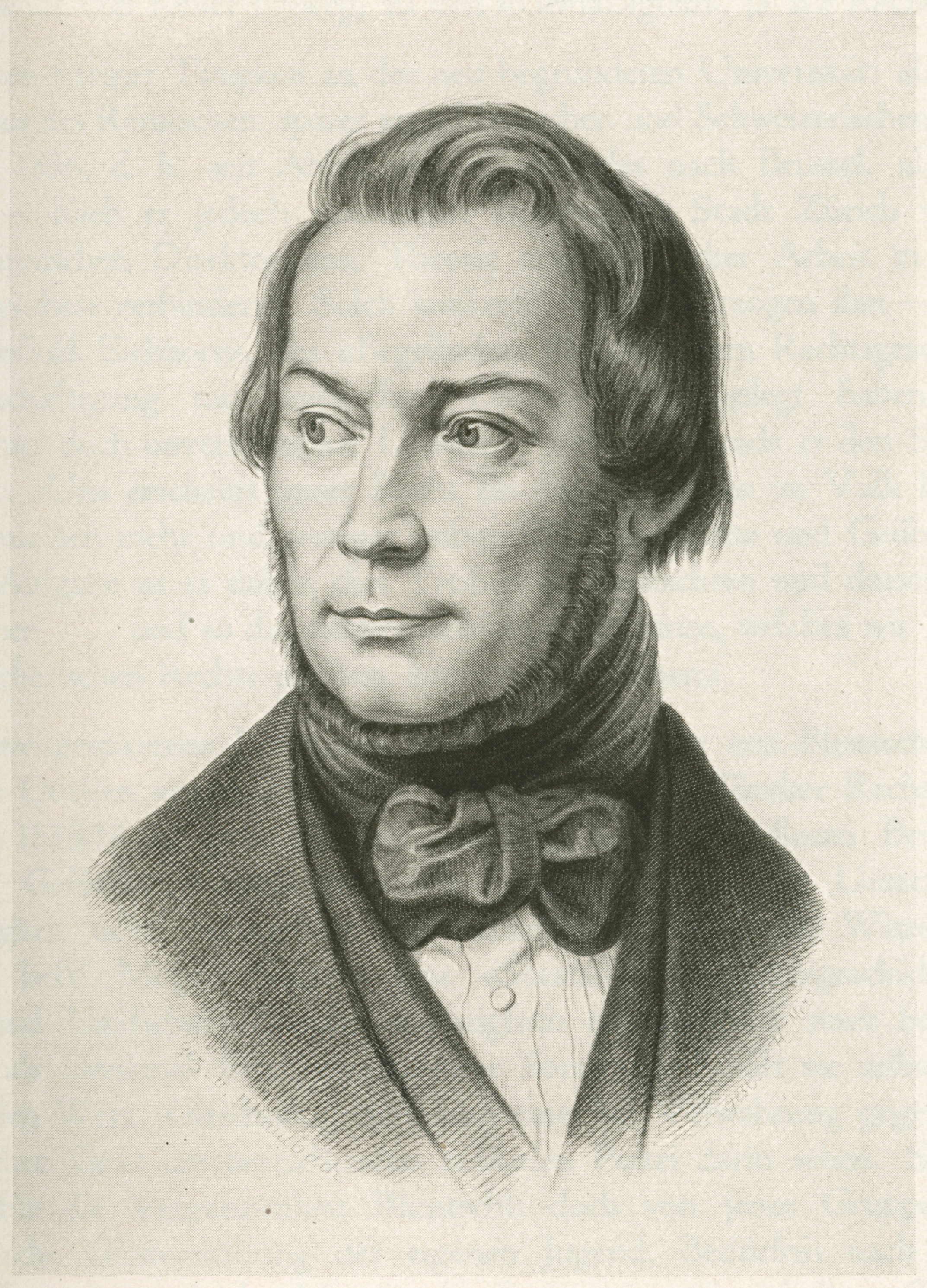
Johann Caspar Bluntschli (1808–1881)

- Bluntschli, Niklaus († 1605), Schweizer Glasmaler
- Bluntson, Phyllis (* 1959), US-amerikanische Hochspringerin

### Blus
- Blusbueb, Schweizer Mundart-Rockmusiker
- Blusch, Peter (* 1942), deutscher Fußballspieler
- Blushi, Ben (* 1969), albanischer Politiker, Publizist und Schriftsteller
- Bluske Castellanos, William (1928–2005), bolivianischer Politiker und Diplomat
- Blusset, André (1904–1994), französischer Skilangläufer
- Blusson, Serge (1928–1994), französischer Radrennfahrer
- Blust, Volker (* 1944), deutscher Kommunalpolitiker

### Blut
- Blutbacher, Wilhelm (1888–1959), deutscher Maler, Grafiker und Glasmaler
- Blutch (* 1967), französischer Comiczeichner
- Blute, Peter I. (* 1956), US-amerikanischer Politiker
- Bluteau, Lothaire (* 1957), kanadischer Schauspieler
- Bluteau, Rafael (1638–1734), portugiesischer Theatinermönch, Romanist und Lusitanist französischer Herkunft
- Blütecher, Alf (1880–1959), norwegischer Schauspieler beim deutschen Stummfilm
- Blutenda († 851), Äbtissin von Münsterschwarzach
- Bluth, Avi (* 1974), israelischer Generalmajor
- Bluth, Christoph, britischer Politikwissenschaftler
- Bluth, Don (* 1937), US-amerikanischer Regisseur, Produzent und DrehbuchautorDon Bluth (* 1937)

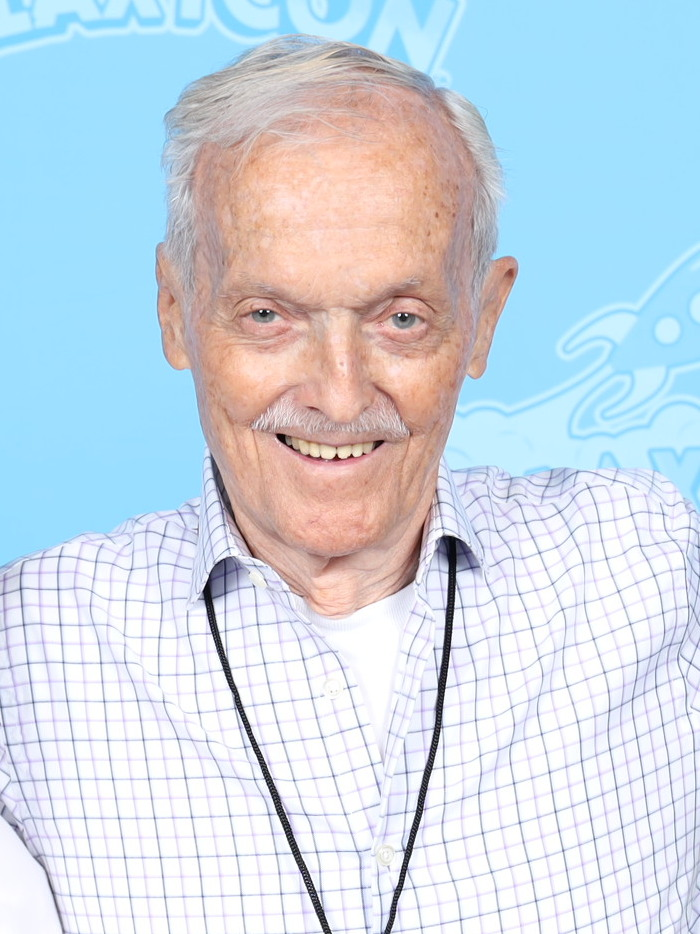
Don Bluth (* 1937)

- Bluth, Gustav (1828–1901), deutscher Architekt, preußischer Baubeamter und Denkmalpfleger, brandenburgischer Provinzialkonservator
- Bluth, Hermann (1844–1928), deutscher Architekt und kommunaler Baubeamter
- Bluth, Karl Theodor (1892–1964), deutscher Psychiater und Schriftsteller
- Bluth, Larry († 2020), US-amerikanischer Jazzmusiker (Piano, auch Komposition)
- Bluth, Manfred (1926–2002), deutscher Maler
- Bluth, Sebastian (* 1969), deutscher Sänger (Bariton), Kirchenmusiker und Lyriker
- Bluthal, John (1929–2018), britischer Schauspieler und Drehbuchautor
- Bluthardt, Jan (* 1978), deutscher SchauspielerJan Bluthardt (* 1978)

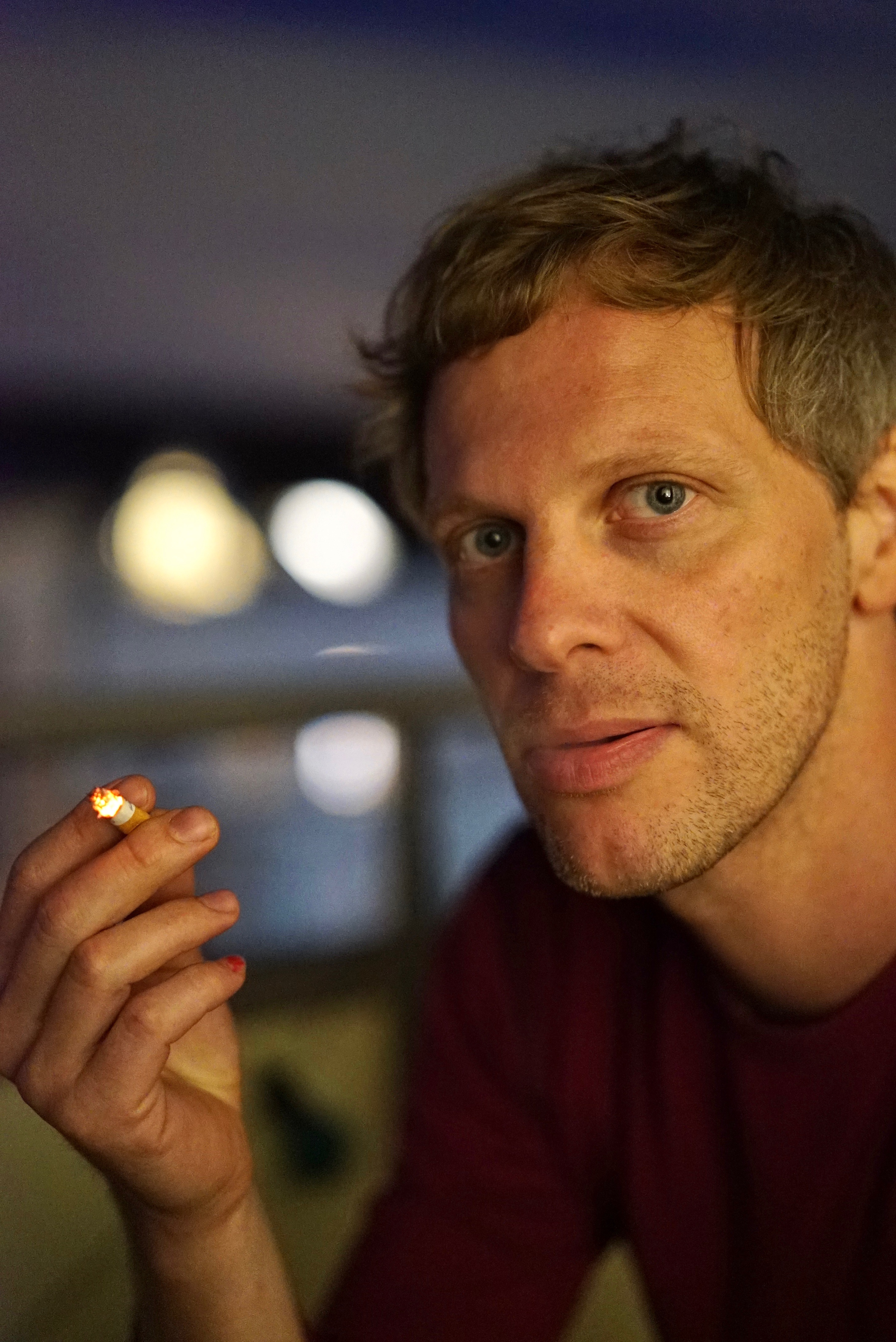
Jan Bluthardt (* 1978)

- Blüthgen, Clara (1856–1934), deutsche Schriftstellerin
- Blüthgen, Hans (1885–1966), deutscher Architekt und Maler
- Blüthgen, Nico (* 1970), deutscher Biologe
- Blüthgen, Paul (1880–1967), deutscher Jurist und Entomologe
- Blüthgen, Victor (1844–1920), deutscher Dichter und Schriftsteller
- Blüthmann, Jörg (* 1965), deutscher Fußballspieler
- Blüthner, Julius (1824–1910), deutscher Klavierbauer
- Blüthner, Robert (1867–1941), deutscher Jurist und Unternehmer
- Blüthner-Haessler, Christian (* 1966), deutscher Urologe und Geschäftsführer der Julius Blüthner Pianofortefabrik GmbH
- Blüthner-Haessler, Rudolph (1903–1966), deutscher Rechtsanwalt und Unternehmer in Leipzig
- Blüting, Joachim (* 1572), deutscher Hofgerichtsadvokat und Erläuterer des Jütschen Lowbuches
- Blutonium Boy (* 1970), deutscher Hardstyle-Techno-DJ und -Produzent
- Blutsch, Adolf (* 1940), österreichischer Fußballspieler, -trainer
- Blutsch, Armin (* 1961), österreichischer Feuerwehrfunktionär
- Blutsch, Markus (* 1995), österreichischer Fußballspieler
- Blutte, Jürgen (* 1954), deutscher Politiker (Die Grünen), MdL

### Bluv
- Bluvband, Zigmund (* 1947), israelischer Ingenieur und Unternehmer
- Bluvshtein, Mark (* 1988), kanadischer Schachspieler
- Bluvšteinas, Jurijus (1929–1995), litauisch-sowjetischer Kriminologe

### Bluy
- Bluysen, Auguste (1868–1952), französischer Jugendstilarchitekt
- Bluyssen, Johannes (1926–2013), niederländischer Geistlicher, Bischof von ’s-Hertogenbosch

### Bluz
- Bluzet, Corinna (* 2001), Schweizer Unihockeyspielerin
- Blūzmanis, Ādolfs (1901–1959), lettischer Fußballspieler
- Blūzmanis, Imants (* 1987), lettischer Pianist